# Guerres puniques
Pour les articles homonymes, voir Guerre punique (homonymie).
Sauf précision contraire, les dates de cet article sont sous-entendues « avant l'ère commune », c'est-à-dire « avant Jésus-Christ ».

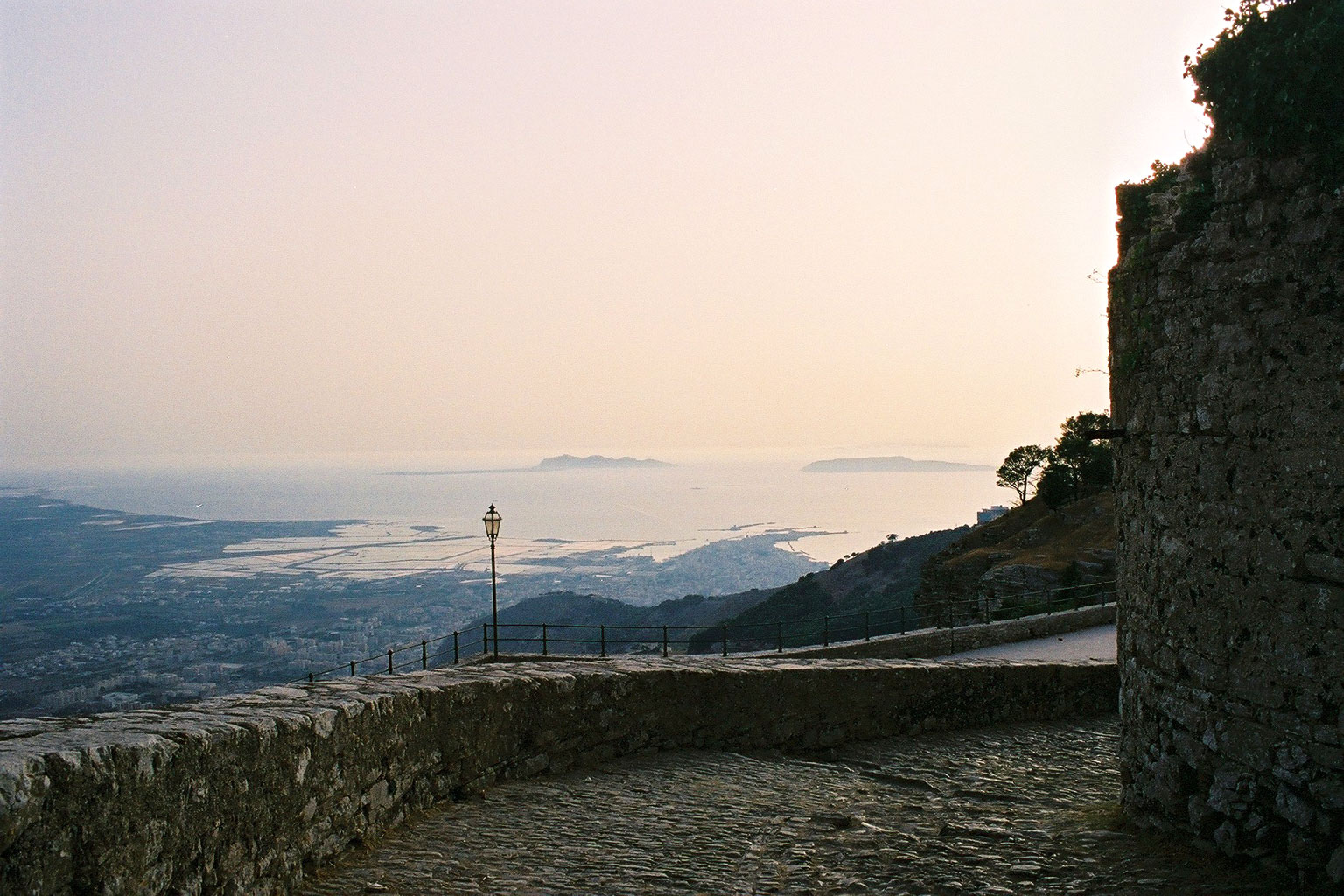
Paysage de la première guerre punique : depuis la colline d'Eryx, vue sur Trapani moderne, où l'ancienne Drépane s'avance dans la mer, et les îles Égates site de la bataille où se termine le conflit

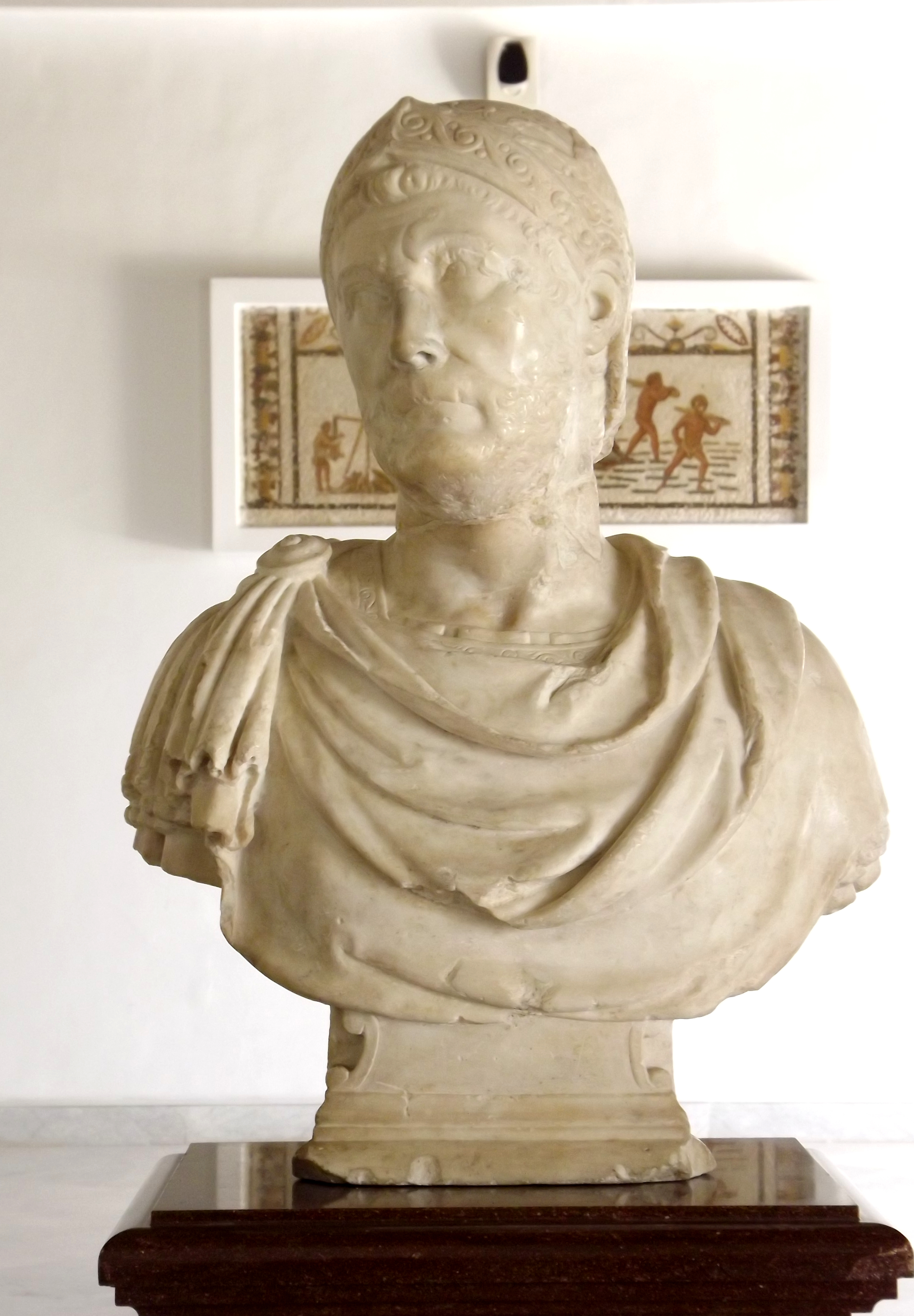
Buste représentant Hannibal Barca selon Mommsen, chef de guerre carthaginois de la deuxième guerre punique, exposé au musée archéologique national de Naples et temporairement au musée national du Bardo en 2016

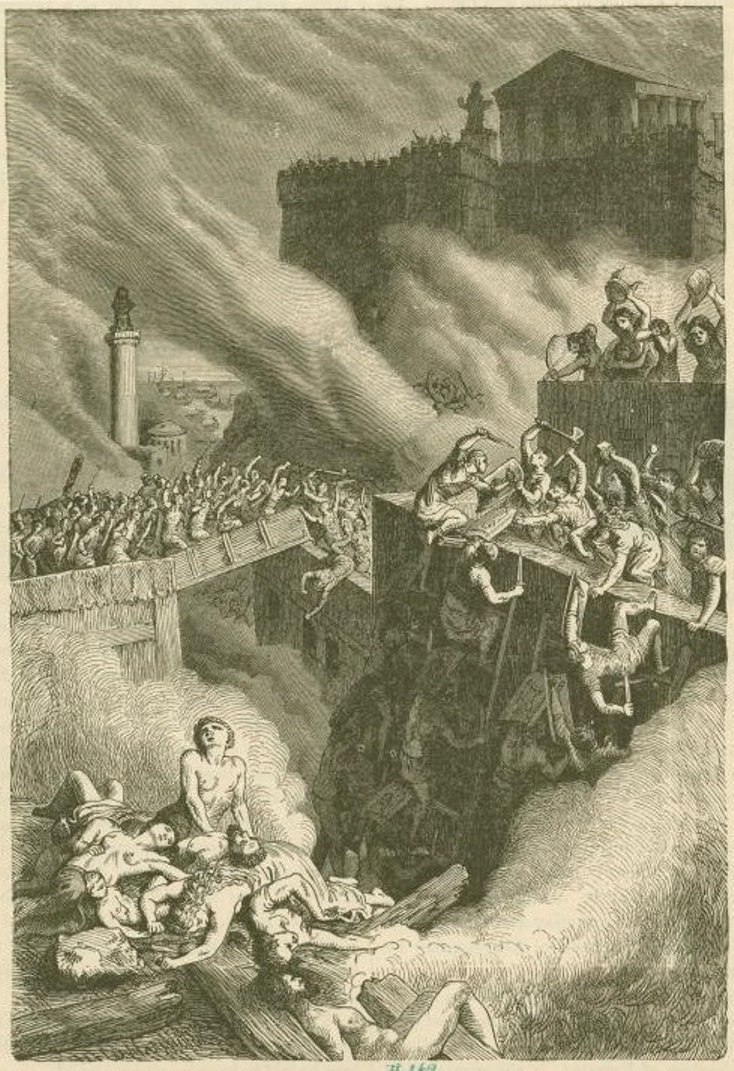
Attaque finale sur Carthage, avec le temple d'Eshmoun, vue d'artiste de 1885

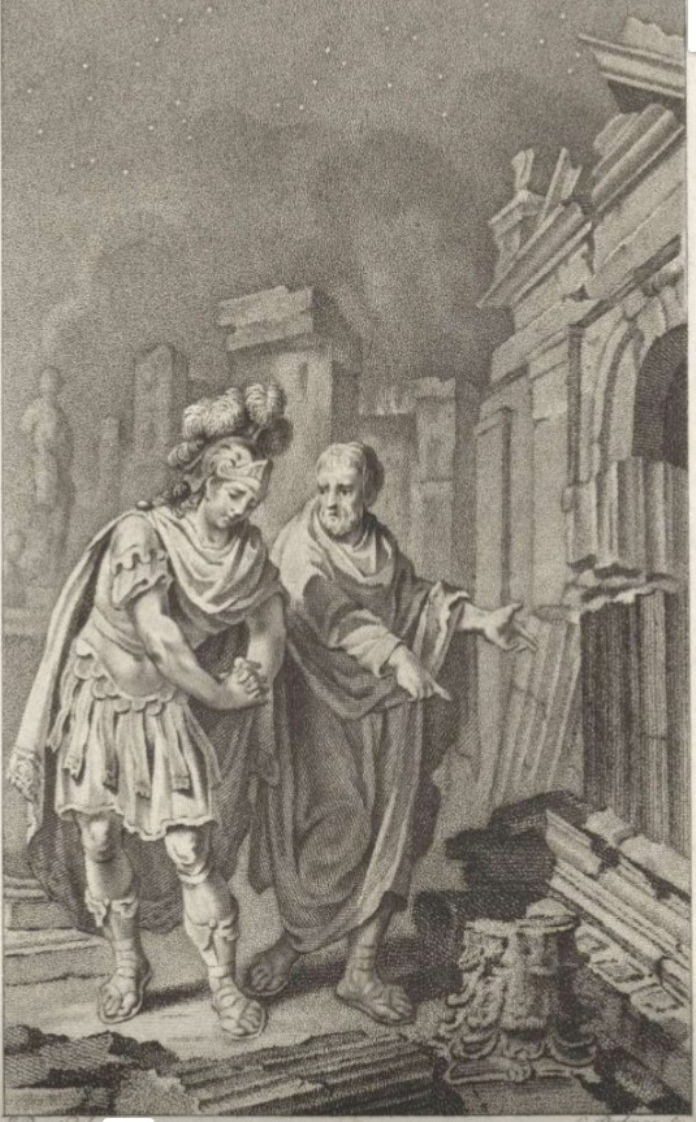
Scipion Emilien et Polybe devant les ruines de Carthage, par Jacobus Buys

Les trois guerres puniques ou guerres romano-carthaginoises opposent durant plus d’un siècle la Rome antique et la civilisation carthaginoise ou civilisation punique. Les Carthaginois sont appelés Carthaginienses ou Pœni en latin, déformation du nom des Phéniciens dont sont issus les Carthaginois, d’où le mot français « punique ».
La cause initiale des guerres puniques est le heurt des deux empires en Sicile, qui est en partie contrôlée par les Carthaginois après le cycle des trois guerres siciliennes qui mettent aux prises la cité d'Elissa et ses alliés et les cités siciliennes aux Ve et IVe siècles av. J.-C. Au début de la première guerre punique, Carthage forme un vaste empire maritime et domine la mer Méditerranée, alors que Rome a conquis l'Italie péninsulaire.
La première guerre punique, d'une durée de 23 ans (entre 264 et 241 av. J.-C.), voit les opérations essentiellement maritimes aboutir à l'amputation d'une bonne part des éléments de la thalassocratie phénico-punique. La guerre entraîne la transformation de la Rome républicaine en une puissance maritime. Carthage est mise à genoux par une paix très dure sur le plan financier et des pertes territoriales importantes.
Carthage se relève et étend son influence en Hispanie. La deuxième guerre punique, à l'initiative de la cité punique, dure de 218 à 201 av. J.-C. et est surtout marquée par des batailles terrestres et l'affrontement du Carthaginois Hannibal Barca et du Romain Scipion l'Africain. Après 16 ans de combats menés essentiellement en Italie, dont certains ont pu faire penser à une défaite romaine imminente, la guerre se porte en Afrique et mène à la capitulation de Carthage après la bataille de Zama. La paix qui suit est très dure encore financièrement et se traduit par une perte territoriale importante pour Carthage, ses possessions se trouvant limitées à l'Afrique.
Avec le relèvement de la cité punique dans la première moitié du IIe siècle, Rome désire mettre fin à la menace qu'elle constitue selon elle. Par traîtrise, elle désarme la cité puis lui déclare la guerre, conflit qui, même très déséquilibré, dure trois ans.
À la fin de la troisième guerre punique (149 av. J.-C. - 146 av. J.-C.), après 118 ans de conflit et la mort de centaines de milliers de soldats et de civils des deux côtés, Rome parvient au prix de durs combats à conquérir les territoires carthaginois et à détruire Carthage, devenant ainsi la plus grande puissance de la Méditerranée occidentale. Simultanément, après les guerres de Macédoine et la défaite de la monarchie des Séleucides, Rome étend aussi sa domination vers la Méditerranée orientale.

## Historiographie des guerres puniques, point sur la question
Les sources antiques qui évoquent les conflits entre Carthage et Rome n'émanent que d'un seul des deux protagonistes et sont de plus partiales. Les sources favorables au vaincu existaient et sont connues par quelques fragments. Les récits antiques mettent en avant la mauvaise foi punique, metus punica ou Punica fides. Les sources antiques ont également été en grande partie perdues. Le genre littéraire de l'histoire naît à Rome de la première guerre punique.
La cruauté punique est également mise en avant par les sources favorables à Rome.
Les sources modernes se sont surtout concentrées sur le deuxième conflit, du fait de la personnalité des principaux protagonistes et de l'incertitude sur l'issue.

### Sources antiques
Pour les trois guerres, les sources antiques nous permettent de connaître différents aspects des conflits : les forces et les faiblesses de chaque belligérant, l'organisation militaire des Carthaginois et des Romains, les enjeux politiques et les négociations diplomatiques.
Les sources puniques existaient : il y avait des annales à Carthage, ainsi qu'une longue tradition de conservation d'archives. Cependant ces sources ont été détruites au moment de la troisième guerre punique.

#### Première guerre punique

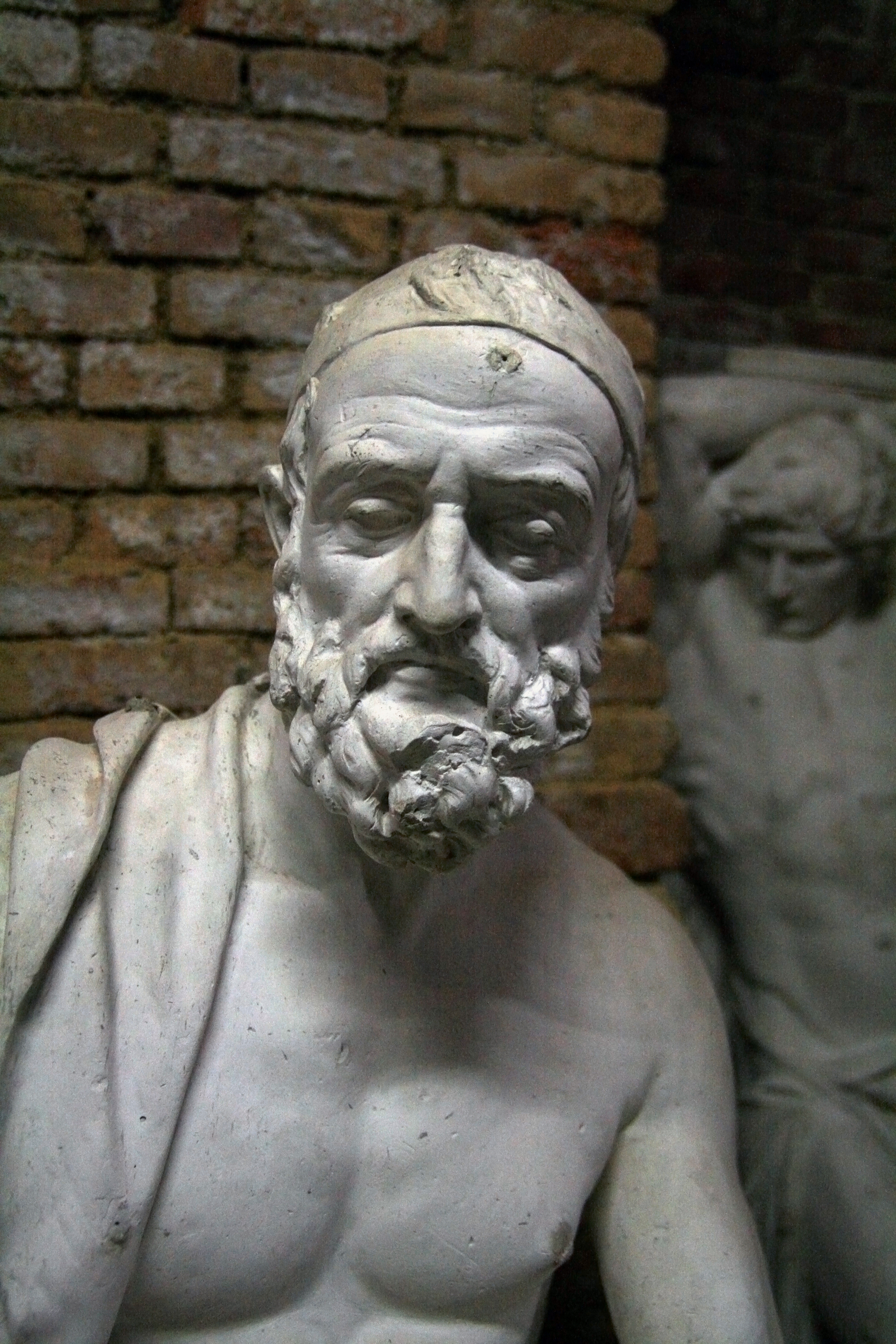
Représentation de Polybe, fin 19e-début, par Alois Düll (1843-1900)

Pour le premier conflit, Polybe, un Grec envoyé comme otage à Rome après la bataille de Pydna, en fait un récit très détaillé dans ses Histoires, et également Diodore de Sicile. Polybe aurait développé la responsabilité de Carthage dans les deux premières guerres pour masquer celle de Rome dans la dernière, aveuglé par son admiration pour Rome et ses institutions.
Un débat existe entre Polybe et Philinos d'Agrigente qui évoque la violation d'un traité par Rome. Il est fort probable que Polybe ait puisé des informations dans les œuvres de Fabius Pictor ; Tite-Live et Dion Cassius sont aussi des sources de connaissance et ont utilisé Philinos d'Agrigente. La victoire est attribuée chez les Historiens aux qualités morales de Rome, mettant face à face les mercenaires de Carthage et les citoyens de la cité bordée par le Tibre.

#### Deuxième guerre punique
Les causes du conflit sont très discutées dès l'antiquité, cependant seules sont conservées les sources favorables à Rome. Les sources favorables à Carthage, Sosylos de Lacédémone et Silénos de Calé-Acté, se sont perdues dans le grand naufrage de la littérature antique.
Les sources latines ont considéré le pouvoir barcide en Espagne comme monarchique, tradition relayée par Fabius Pictor. Les auteurs favorables aux Romains considèrent les Barcides comme responsables de la guerre. La traversée des Alpes, évènement emblématique du conflit par son audace, a marqué durablement les esprits.
Tite-Live offre un récit très détaillé du second conflit et le début du conflit est présent dans ce qui subsiste du récit de Polybe. Il a utilisé les annalistes romains.
Appien, qui rapporte les faits concernant la guerre en Ibérie en grec ancien dès le IIe siècle av. J.-C. dans le Livre Ibérique, résume les grands évènements mais en commettant quelques erreurs. Son récit s'appuie sur les témoignages d'acteurs du conflit, mais uniquement romains. Son travail ne comporte que les événements importants et les données datées sont en majorité disparues.
Hannibal Barca est condamné par les auteurs latins du fait de sa ruse, aux antipodes de leur vision de la guerre et allant dans le sens de la punica fides ou punica perfidia. Polybe a en revanche de l'estime pour le chef punique, « idéal grec du stratège hellénistique ».

#### Troisième guerre punique
Les auteurs, même pourvus d'« arrière-pensées partisanes » ont été marqués par le caractère de cette guerre, qui est un exemple de changement de conception dans la guerre romaine, passant de la virtus, déclaration de guerre, au dolus, le fait de cacher ses intentions. Les faits relatés par les sources sont liées à une volonté de récupération pour intégrer des thématiques augustéennes et celles de la pax romana.
Pour le dernier conflit la source essentielle est Appien, auteur d'une Histoire romaine en 24 livres composée dans la seconde moitié du IIe siècle apr. J.-C., mais manquant d'objectivité.
Polybe termine son Histoire en 145 : son ouvrage est important car il est témoin de la dernière guerre punique. Polybe signale les débats qui agitent le monde grec à la suite de la destruction de la ville, faisant preuve d'objectivité ; cependant l'auteur ne condamne pas l'impérialisme romain, sa proximité quasi fraternelle avec son protecteur Scipion Émilien en est sans doute la raison.
L'Histoire romaine de Dion Cassius, connue seulement par l'abrégé de Jean Zonaras est importante car l'auteur, qui a longuement rassemblé des sources, intègre dans son récit des éléments méconnus par ailleurs.
Les autres historiens ne donnent que des éléments partiels. Diodore de Sicile évoque la guerre dans son Histoire universelle. Tite-Live est perdu pour ce conflit, et ses travaux ne sont connus que par les abrégés, ses travaux ont comme but de « célébrer la gloire de Rome ».

### Sources modernes
Les guerres puniques ont souvent masqué le reste de l'histoire de Carthage, passant sous silence les siècles de croissance de la cité punique et d'expansion. Les récits des guerres puniques sont souvent romano-centristes, avec un parti-pris lié aux sources utilisées sauf chez Stéphane Gsell. La tradition historiographique a été longtemps favorable à Rome, même si les études sont désormais davantage favorables à Carthage, parfois à l'excès ainsi Brisson en 1973. La neutralité est de mise dans les travaux universitaires actuels. La question de la responsabilité de la guerre est désormais posée pour les guerres antiques, en particulier chez les historiens allemands.
Au XXe siècle, les découvertes archéologiques ont également permis d'avancer : la campagne internationale de l'UNESCO menée à Carthage, mais également la découverte des épaves puniques de Marsala. Les sources numismatiques sont également précieuses.
Le côté inéluctable de l'affrontement des deux puissances, souvent mis en avant du fait de la croissance parallèle de deux entités se développant et dont les impérialismes respectifs devaient à un moment donné s'affronter, est battu en brèche par certains historiens qui considèrent les deux puissances comme « parallèles voire complémentaires » du fait du caractère maritime et commercial de Carthage et terrestre et agricole de Rome. La complexité des événements et l'« inversion des valeurs » liées aux succès de Rome sur mer et de Carthage sur terre nécessite pour l'historien, selon Le Bohec, d'être « spécialiste à la fois de Rome et de Carthage ».
Le Bohec qualifie le conflit comme « la première guerre de Cent Ans », étant ponctué de longues trêves. Par les moyens mis en œuvre, ce fut selon le même « une guerre totale ». Le Bohec étudie le conflit selon l'angle de l'histoire militaire selon une tradition historiographique de Contamine, même s'il se place dans le champ de l'histoire globale.
L'installation de Carthage en Hispanie après la première guerre punique a suscité d'intenses débats, entre partisans d'une initiative familiale, celle des Barcides, et ceux partisans d'une volonté de la métropole punique de reconstituer les richesses après un conflit la laissant exsangue.
La deuxième guerre punique a surtout retenu l'attention et a suscité d'« abondantes discussions ».Les batailles menées par Hannibal Barca ont été très étudiées, dont la bataille de Cannes.
La troisième guerre a été pour sa part peu étudiée, un ouvrage de 2015 de Burgeon réparant quelque peu ce fait en y étant exclusivement consacré.

## Contexte

### Forces en présence

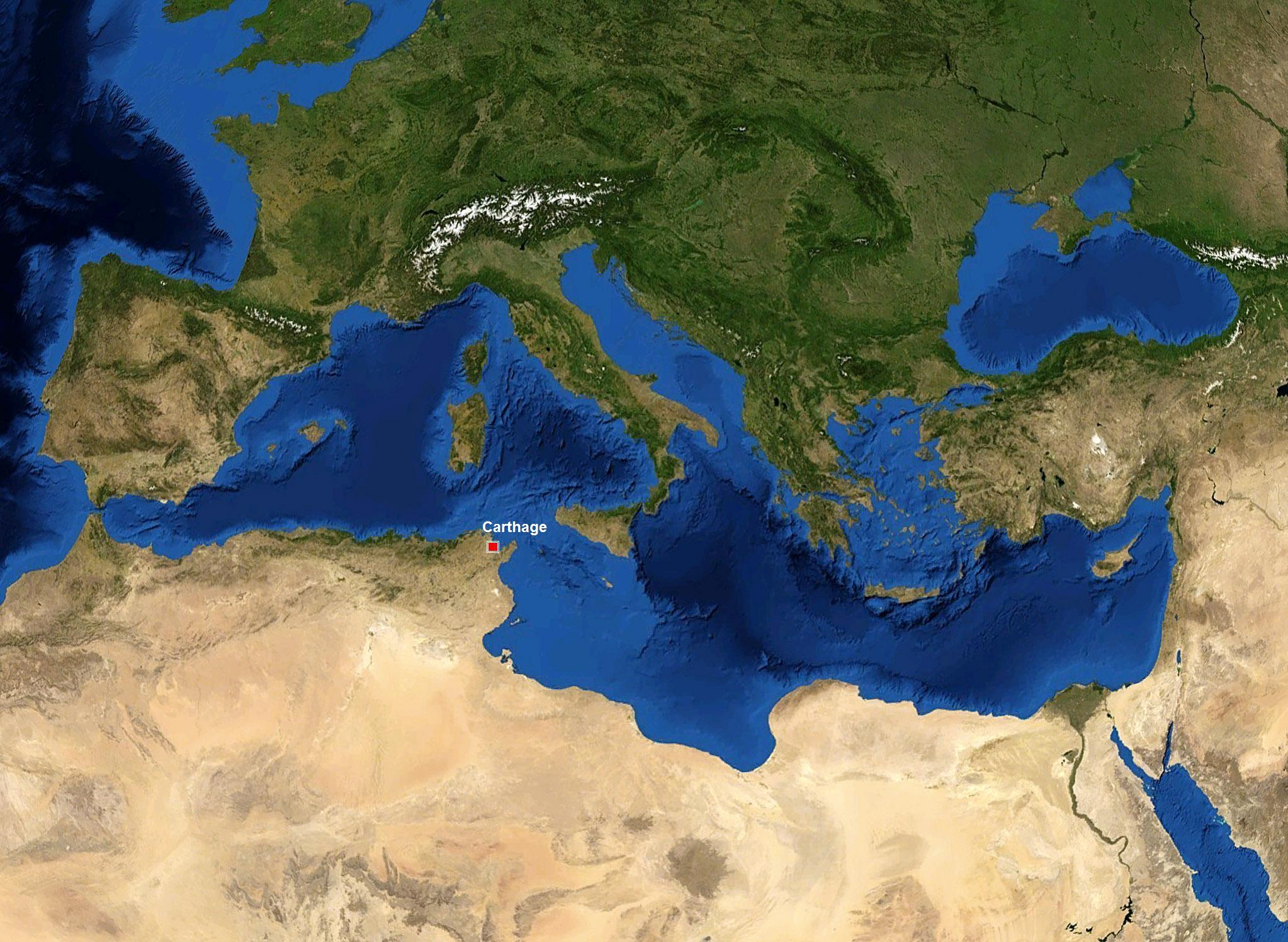
Localisation de Carthage au centre du bassin méditerranéen.

Positions romaine et carthaginoise en 264 av. J.-C. avant le début de la première guerre punique. Un antagonisme qui durera plus d'un siècle.

Les guerres puniques jettent l'un contre l'autre deux empires pratiquant la doctrine de l'impérialisme.
Au IIIe siècle av. J.-C., Carthage était une cité portuaire majeure située sur la côte de l’actuelle Tunisie. Fondée par les Phéniciens à la fin du IXe siècle avant notre ère, elle était une cité-État au commerce florissant et cette prospérité perdure jusqu'à sa destruction. Cette prospérité était due au commerce d'intermédiaire et également à la renommée de l'agriculture.
Le maillage des possessions puniques dans le bassin occidental de la Méditerranée permettait de contrôler les routes commerciales. Ces établissements parfois anciens étaient passés progressivement sous le joug de la cité située entre les deux bassins de la Méditerranée. Ces établissements possédaient des institutions calquées sur celles de la principale cité et une hiérarchie existait dans leur dépendance envers elle. Les populations de l'empire punique payaient l'impôt en argent ou en nature, et leur contribution à l'effort de guerre fut importante. Les opérations militaires se sont parfois arrêtées du fait de problématiques d'intendance ou financières.
Des grandes cités-États de la Méditerranée occidentale, seule Rome constituait une rivale en matière de puissance, richesse et population. Forte de sa puissance maritime, Carthage pour son armée terrestre recourait surtout aux mercenaires et aux soldats remis par les peuples qui lui étaient assujettis ou alliés. La plupart des officiers qui commandaient les armées étaient des Carthaginois réputés pour leur habileté à la navigation. Beaucoup de Carthaginois de rang inférieur servaient dans la marine, ce qui leur procurait un revenu et une carrière stable. Les sources comme Polybe opposent les deux armées antagonistes. L'armée de Carthage fait appel aux citoyens à certains moments de son histoire. Les citoyens carthaginois assurent l'encadrement, les troupes étant également des conscrits des territoires appartenant à la cité punique, des auxiliaires d'alliés et des mercenaires. L'encadrement, mal connu, et en dépit de qualités militaires, était sanctionné brutalement au « plus petit échec ». La diversité n'est pas un handicap en soi, en effet Hannibal tient son armée même en dépit de sa composition. L'armée de Carthage a un fort caractère hellénistique en 264 sur le plan tactique et par sa composition, avec les contingents d'éléphants de guerre et la cavalerie. L'armée était organisée en phalange, sans qu'on puisse affirmer que la sarisse était utilisée. L'armée carthaginoise est constituée d'hommes « qui combattent pour Carthage ». La flotte carthaginoise reste un élément important jusqu'à la fin de la deuxième guerre punique, avec des navires « plus mobiles et plus rapides » que ceux de Rome. L'armée punique était talentueuse en poliorcétique, sous l'influence du monde hellénistique mais avec une capacité d'innovation comme l'invention du bélier ou d'autres machines.
- Territoire et colonies romaines
- Colonies latines
- Territoires alliés

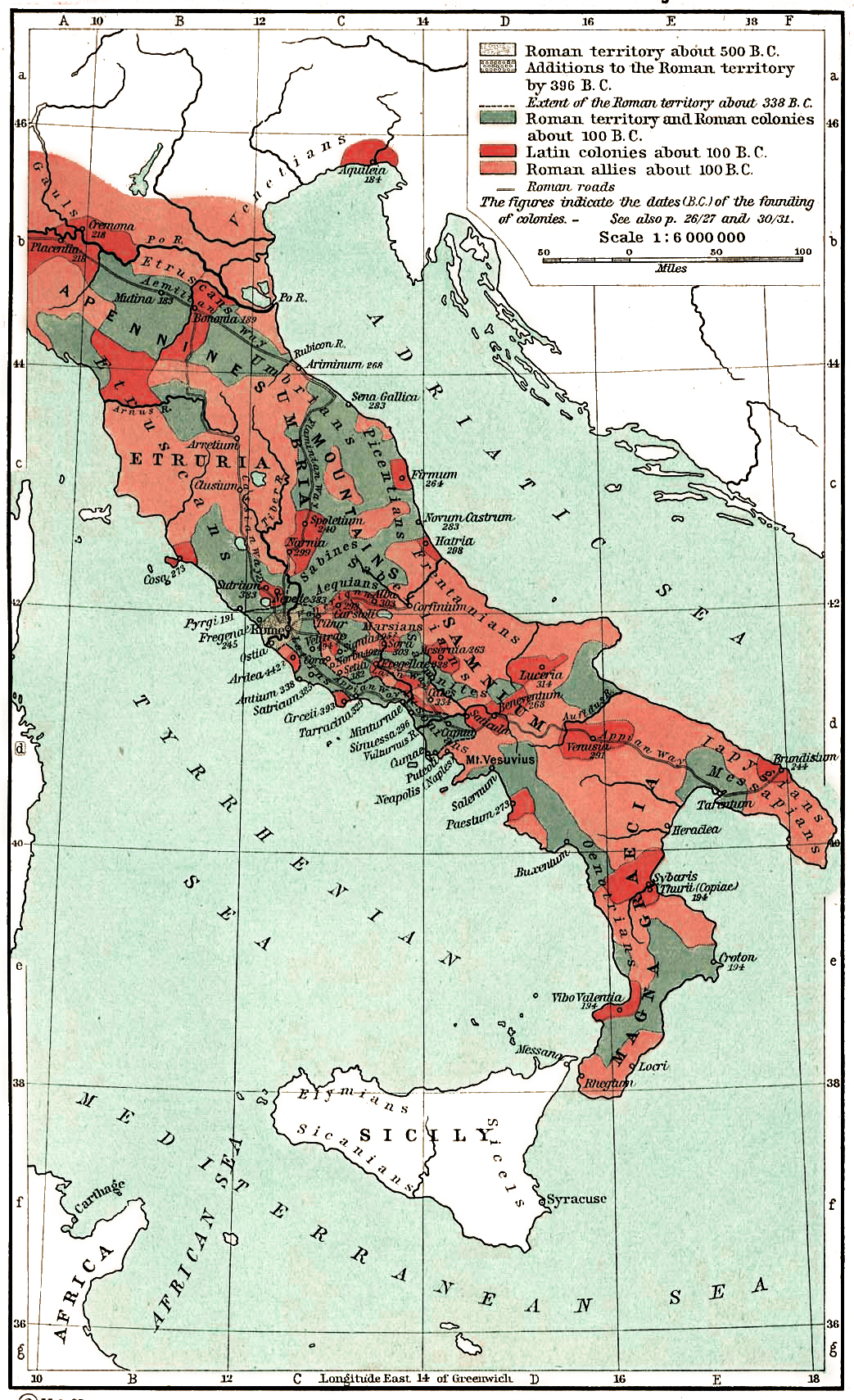
L'Italie au, une mosaïque de statuts :
Territoire et colonies romaines
Colonies latines
Territoires alliés
W. R. Shepherd, Historical Atlas, The Growth of Roman Power in Italy, Université du Texas, Austin, 1911, 29.

Contrairement à Carthage, Rome possédait une armée terrestre composée presque exclusivement de citoyens romains et alliés. Cette armée est qualifiée comme « la plus efficace qu'ait connue l'histoire de l'humanité », avec l'unité du manipule qui permettait de la souplesse. Chaque consul commandait deux légions ; en outre il fallait compter avec les effectifs fournis par les alliés socii, de Rome. L'armée ne dépassait pas 40 000 hommes.
Rome possède, en 265-264, environ 300 000 citoyens, ce qui témoigne de « la force et le dynamisme d'une région qui disposait d'une population exceptionnellement nombreuse ». Les plébéiens, classe populaire de la société, servaient habituellement comme fantassins dans les légions romaines et disposant d'un matériel militaire de qualité. Cette classe de « soldats-paysans » donnait des « militaires disciplinés et résistants ». La classe supérieure des patriciens fournissait le corps des officiers. Les Romains ne possédant pas une flotte puissante furent donc désavantagés. Cependant, dès la première guerre punique, une flotte romaine commença à être développée. Cette flotte est mal connue, mais réputée moins maniables que la flotte punique. Dans les années qui précèdent les hostilités, Rome conquiert la cité grecque de Tarente en 272, écrase en 269 une révolte dans le Picenum, et peu après les Messapiens. En 267 les questeurs se voient confier le commandement de la flotte.
La logistique posait problème, que ce soit en argent ou en nature. Le camp romain est surtout connu après la seconde guerre punique et permet de tenir des sièges.
Les ressorts de l'impérialisme romain sont, selon Le Bohec, le souhait d'accroître son territoire, l'appât du gain par les pillages et « le besoin de sécurité » ; ces raisons étant soutenues par des « motifs moraux et juridiques ». L'impérialisme punique, même s'il est moindre, existe avant le conflit, mais se cantonne au territoire africain : les populations étaient plus ou moins dépendantes, selon la distance qui les séparait de la capitale, et devaient payer un tribut ou fournir des troupes.

### Relations entre Carthage et Rome avant le cycle de guerres
Les deux cités étaient très différentes, l'une « puissance continentale et européenne, la seconde une puissance maritime et africaine ». Ce sont donc deux empires qui s'affrontent.
Les traités sont le signe d'une volonté commune de coexistence, surtout face aux Grecs d'occident qui sont en déclin au IIIe siècle. La concurrence commerciale entre Romains et Carthaginois est cependant réelle dès le IVe siècle et augmente au début du IIIe siècle, avec « l'expansion romaine vers l'Italie du sud et (…) l'enjeu sicilien ».
Le premier traité entre les deux cités est daté de 509, date assez peu vraisemblable car « trop haute ». Un autre traité est signé en 348, renouvelé en 338 puis 306, enfin en 278.
Dès la fin du IVe siècle les avancées romaines en Italie ne manquent d'inquiéter Carthage. En 311 les Romains instituent deux amiraux sans disposer de flotte, signe de leur intérêt pour le domaine maritime. Depuis 343 une union avec Capoue permet à Rome de bénéficier des « compétences navales et commerciales » de ses alliés.
Lors de la guerre de Pyrrhus en Italie une clause du traité entre Rome et Carthage de 278 ne permettait les incursions des uns chez les autres, en 278. Or des violations de cette clause par l'un et l'autre des protagonistes sont avérées en 272 pour Carthage, une flotte mouillant au large de Tarente et en 264 pour Rome. L'alliance est théorique car il n'y a qu'une offensive commune contre Regium en 279 et une grande méfiance entre les deux alliés.
|                                                                               |
| Avant le traité de 509 av. J.-C..- Carthaginois - Étrusques - Grecs - Romains |

| |
| Traité de 509 av. J.-C..- Zone mixte - Zone tolérée pour les urgences navales romaines - Zone interdite à Rome |

| |
| Entre 509 et 348 av. J.-C., Carthage a peu étendu son territoire. Au nord de Rome, les Étrusques subissent les attaques de Gaulois et des Romains,.- Carthaginois - Étrusques - Grecs - Romains |

| |
| À la fin du IVe siècle av. J.-C., les Romains poursuivent leur expansion dans le centre de l'Italie après la guerre latine (340-338 av. J.-C.) et à la fin de la seconde guerre samnite (326-304 av. J.-C.). Les Carthaginois occupent eux la Corse.- Carthaginois - Étrusques - Grecs - Romains |

| |
| Peu avant la première guerre punique, les Romains s'étendent en Italie centrale pendant la guerre contre Pyrrhus entre 280 et 275 av. J.-C.). |

|                                                |
| L'Empire carthaginois au IIIe siècle av. J.-C. |

### Contexte immédiat avant la première guerre punique
Pyrrhus, roi d’Épire, mène une expédition en Italie et en Sicile entre 280 et 275. Il décide de mettre fin à l'entreprise du fait du coût élevé de ses batailles. D'après Cicéron, quand Pyrrhus Ier quitte la Sicile en 276 av. J.-C., il aurait dit « Quelle arène nous laissons, mes amis, aux Carthaginois et aux Romains ! ». L'épisode est parfois placé en 275. Les intérêts de Carthage pour cette île vont aller en s'accroissant dans les années qui suivent et Rome se sent sans doute peu à peu encerclée par l'empire punique.
Carthage sort renforcée en Sicile de l'échec de Pyrrhus, et Rome de même en Italie non seulement au sud mais aussi dans le centre de la péninsule. En 264 av. J.-C., la République romaine prend le contrôle de la péninsule italienne au sud du Pô, elle s'installe aussi à Rhégion en face de la Sicile, en 270.

## Première guerre punique et suites

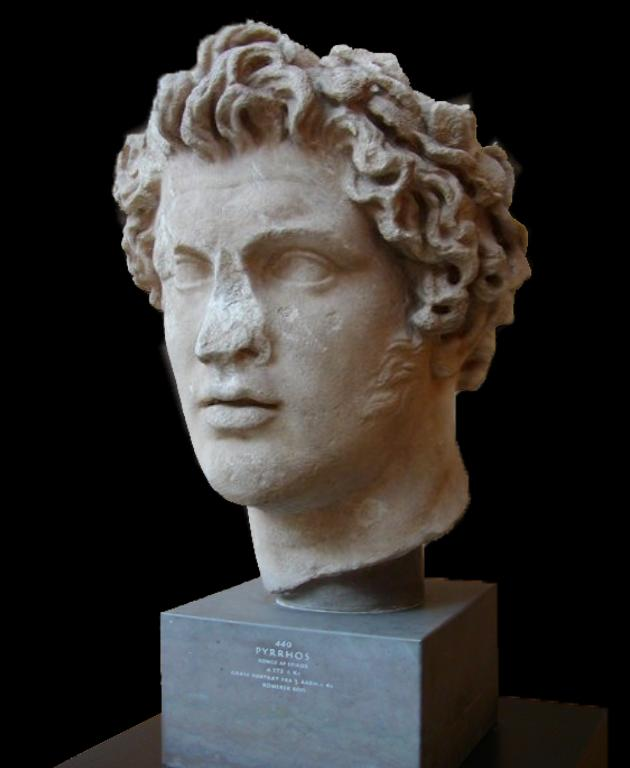
Buste du roi Pyrrhus Ier, Ny Carlsberg Glyptotek

La première guerre punique, appelée aussi guerre de Sicile, dure de 264 à 241 av. J.-C.. C'est un conflit naval et terrestre en Sicile, en Afrique et en Mer Tyrrhénienne, qui trouve son origine dans les luttes d’influence en Sicile et qui s'achève par une victoire romaine aux îles Égates.

### Responsabilité de la guerre

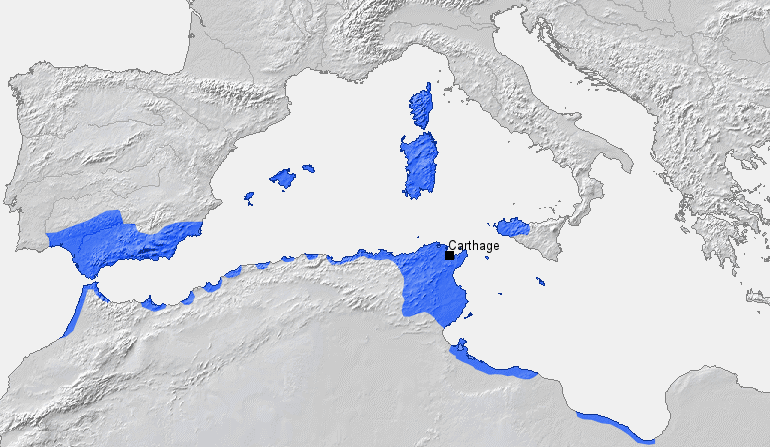
La puissance punique avant la première guerre punique.

La question de la responsabilité dans le déclenchement de la guerre a été l’objet d’études, et la question recoupe le dossier complexe de la naissance de l’impérialisme romain. Certains historiens rattachent le déclenchement à une problématique de politique intérieure ou une question économique l’intérêt catégoriel pour la Sicile et l’Afrique. Selon Hours-Miédan la responsabilité de la guerre provient de l'ambition romaine pour s'étendre vers la Sicile. Gilbert Charles-Picard évoque un lobby campanien. La zone orientale de la Sicile était occupée par Syracuse, et la partie occidentale par Carthage ; entre ces deux pôles se trouvaient des cités grecques et indigènes « plus ou moins hellénisées ».
Le commerce romain était important, et les traités avec Carthage sont un signe de cette vitalité. La conquête du sud de la péninsule en particulier la Calabre et Brindes aurait eu une finalité économique. La Sicile, à force de travail, était devenue une terre de production céréalière et de culture, avec l'hellénisation. Outre la question commerciale, les Romains escomptent également du butin du fait de la richesse des cités siciliennes. Polybe (I, 11) évoque le butin potentiel escompté par le pillage des riches cités siciliennes. La Sicile et la Sardaigne occupent aussi une position géographique stratégique.
Les Mamertins, des mercenaires osques qui occupent la ville de Messine entre 288 et 270 craignent la volonté expansionniste du roi de Syracuse, Hiéron II de Syracuse et font appel à la fois à Rome et à Carthage. L’historiographie en général considère que l’appel des Mamertins ennuie le Sénat qui s’en remet au consul. Deux partis à Rome avaient des visions antagonistes sur la suite à apporter à la requête des Mamertins, les Claudii pacifistes et les Fabii partisans de la guerre qui finissent par l'emporter en argumentant que le conflit serait court. Selon Melliti les Claudii étaient interventionnistes.

### Opérations militaires

Trajet de l'armée punique pour occuper la ville de Messine en 265-264 av. J.-C..

#### 264-260, les débuts du conflit
À la suite de la demande des Mamertins, une garnison carthaginoise de 1 000 hommes occupe la ville. Puis, un autre parti mamertin ou ces mercenaires font une nouvelle fois appel aux Romains en 264 av. J.-C..
Rome est inquiète en raison de la position de la ville située à proximité des villes grecques d’Italie qui viennent de tomber sous leur domination. Le Sénat romain, au départ réticent à des hostilités avec Carthage, décide d’intervenir, sous la pression des propriétaires terriens de Campanie qui espèrent contrôler le détroit entre la Sicile et l’Italie. 15 000 à 20 000 Romains sont envoyés à la rescousse. Appius Claudius Caudex traverse et prend par surprise la garnison punique de Messine car les Mamertins chassent les Puniques, déclenchant le début de la guerre par appât du butin. Il s'allie avec Hiéron II.
Hannon, commandant de la garnison punique, évacue Messine et rentre à Carthage où il est crucifié pour cette raison,. Les Carthaginois tentent de négocier avec Rome tout en les mettant en garde.

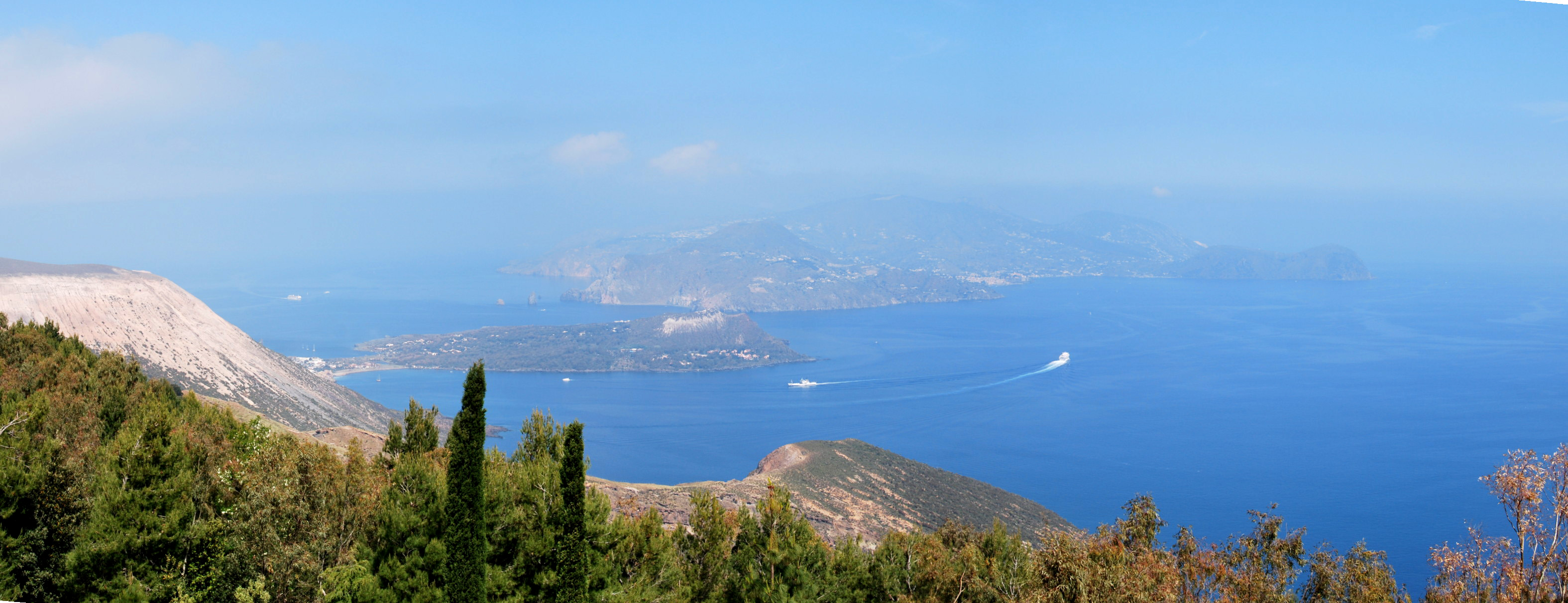
Paysage de Messine, première bataille de la première guerre punique

Le gouvernement de Carthage, après avoir hésité, commence à regrouper ses troupes à Agrigente et Lilybée sous la direction du stratège Hannon, fils d'Hannibal, mais les Romains, menés par Appius Claudius Caudex et Manius Valerius Maximus Corvinus Messalla prennent les villes de Ségeste à la suite d'une défection et d’Agrigente après un siège de sept mois. Les Romains avaient mis en place un camp et un réseau de fortins. Le Sénat romain ne souhaite au départ que des opérations limitées.
La première phase de la guerre est assez calme, et voit le roi Hiéron de Syracuse changer de camp. Hiéron qui s'était rapproché de Carthage abandonne cette alliance à la suite des premiers revers puniques et contribue par sa flotte à ravitailler les troupes romaines de Sicile. Il signe en effet avec Rome un traité en 263 qui permet à cette dernière d'avoir un renfort d'approvisionnement en blé, en machines de guerre et en argent. Carthage recrute de nombreux mercenaires pour faire face à cette défection.
De nombreuses cités grecques de l'intérieur de la Sicile se rallient à Rome. Le navarque Hannibal opère des opérations sur les côtes italiennes pour perturber le ravitaillement romain. En 261, Hamilcar remplace Hannon fils d'Hannibal comme stratège.
Il s’ensuivit vingt ans de guerres avec des fortunes diverses et des « combats incertains sur terre et (…) sur mer » : les premières victoires sont remportées par l’armée romaine face à des troupes puniques composées de mercenaires venus de toute la Méditerranée et de Gaule, de troupes africaines et d'alliés siciliens. L'armée romaine s’était déjà victorieusement battue dans le Sud de l’Italie et avait appris les techniques de guerres grecques employées par les troupes puniques. Les Carthaginois perdent une grande partie des terres siciliennes conquises sur les Grecs.
Le Sénat de Rome, sur initiative du consul Valerius, décide de construire en 261 une flotte de 100 quinquérèmes et 20 trirèmes avec l'aide de ses alliés et en prenant modèle sur une quinquérème punique capturée en 264. Selon Le Bohec depuis la conquête du Latium et plus encore depuis la prise de Tarente Rome ne pouvait se désintéresser des affaires maritimes même si les alliés sont mis à contribution. Les navires sont construits dans les arsenaux tarentins.

Schéma de fonctionnement du corbeau

Les Puniques subissent une défaite navale d’importance en août 260 lors de la bataille de Mylae, face à une flotte romaine construite en partie grâce à l’aide technique des Grecs de Sicile alliés à Rome et à une nouvelle arme, le « corbeau » et commandée par l'amiral Caius Duilius. Ce dispositif consiste en un pont mobile articulé à partir du mât d’un navire romain, doté à l’autre extrémité de crocs métalliques qui venaient se ficher sur le pont adverse. Les navires puniques sont alors entravés dans leur tactique usuelle d’éperonnage, et les légionnaires romains, qui excellent dans le combat terrestre, peuvent aller à l'abordage,. La technique des Grecs d'Italie du sud est surtout à l'origine de la victoire, la mise en avant de cette innovation ayant un aspect de propagande. Deux lignes de navires de Caius Duilius font face aux navires puniques. Carthage perd 45 navires dans la bataille, soit un tiers des effectifs engagés. Duilius obtient ainsi le premier triomphe naval de l'histoire romaine.
La flotte de 260 comprend 100 quinquérèmes et 20 trirèmes. Les Romains qui en 264 av. J.-C. utilisent des navires alliés pour aller en Sicile ont leurs navires trois ans après et sont maladroits longtemps (Polybe, I, 20). Après Mylae, qui a « un impact psychologique indéniable », il y a une accalmie jusqu'en 256, même si les Romains veulent desserrer la pression des navires puniques sur leurs routes de ravitaillement et désirent faire main basse sur la Corse et la Sardaigne, à partir d'Aléria.

#### Avantage à Rome
Rome prend l'avantage à partir de ce moment et étend le conflit aux îles, dont la Corse et la Sardaigne, pour des motifs militaires mais aussi économiques, avec les ressources céréalières, minières et en esclaves.
Après la défaite de Mylae, Hamilcar, le nouveau chef des armées carthaginoises, redresse la situation en menant une stratégie de raids et de guérilla, sur terre comme sur mer, en Sicile comme en Italie. L’armée punique avait une meilleure technique des sièges et des fortifications apprise auprès des Grecs, et les troupes romaines n’arrivent plus à avancer dans l’Ouest sicilien. Un engagement près de Thermae aboutit à la perte de 5 000 soldats romains, Hamilcar transforme Drépane en place-forte imprenable et oblige au maintien de 10 légions. Les Romains reprennent nombre de places-fortes du sud de la Sicile.
Les Romains attaquent la Sardaigne et battent Hannibal fils de Giscon pendant l'hiver 258, qui est crucifié par ses propres soldats. Vers la fin de l'année 258, Hannon fils d'Hannibal écrase une flotte romaine et accorde un répit à son camp, qui dure en 257.
Dans le même temps, une armée romaine, composée de 40 000 ou 140 000 légionnaires et de 330 navires, dirigée par Manlius Vulso et Marcus Atilius Regulus remporte une victoire navale au cap Ecnome contre 350 navires puniques. Les effectifs totaux sont selon les historiens modernes inférieurs à 100 000 hommes. À l'issue du combat Rome a perdu 24 navires, Carthage en ayant perdu 94 dont 30 détruits et les autres tombés aux mains de leur ennemi.
Les Romains veulent ensuite porter la guerre en Afrique, comme Agathocle au IVe siècle et débarquent au cap Bon à Clypea (Kélibia), dont ils font le quartier général du corps expéditionnaire, durant l'été 256, puis ravagent l'Afrique en particulier la zone du Cap Bon où Regulus avec ses 15 000 hommes capture 20 000 personnes qui tombent dans l'esclavage. La cité punique, dont le nom punique est inconnu, occupant le site actuel de Kerkouane, est alors détruite. Les Romains prennent d'autres villes qui sont également détruites et accumulent alors du butin. Une armée punique est battue par Rome au début 255 à Adis.

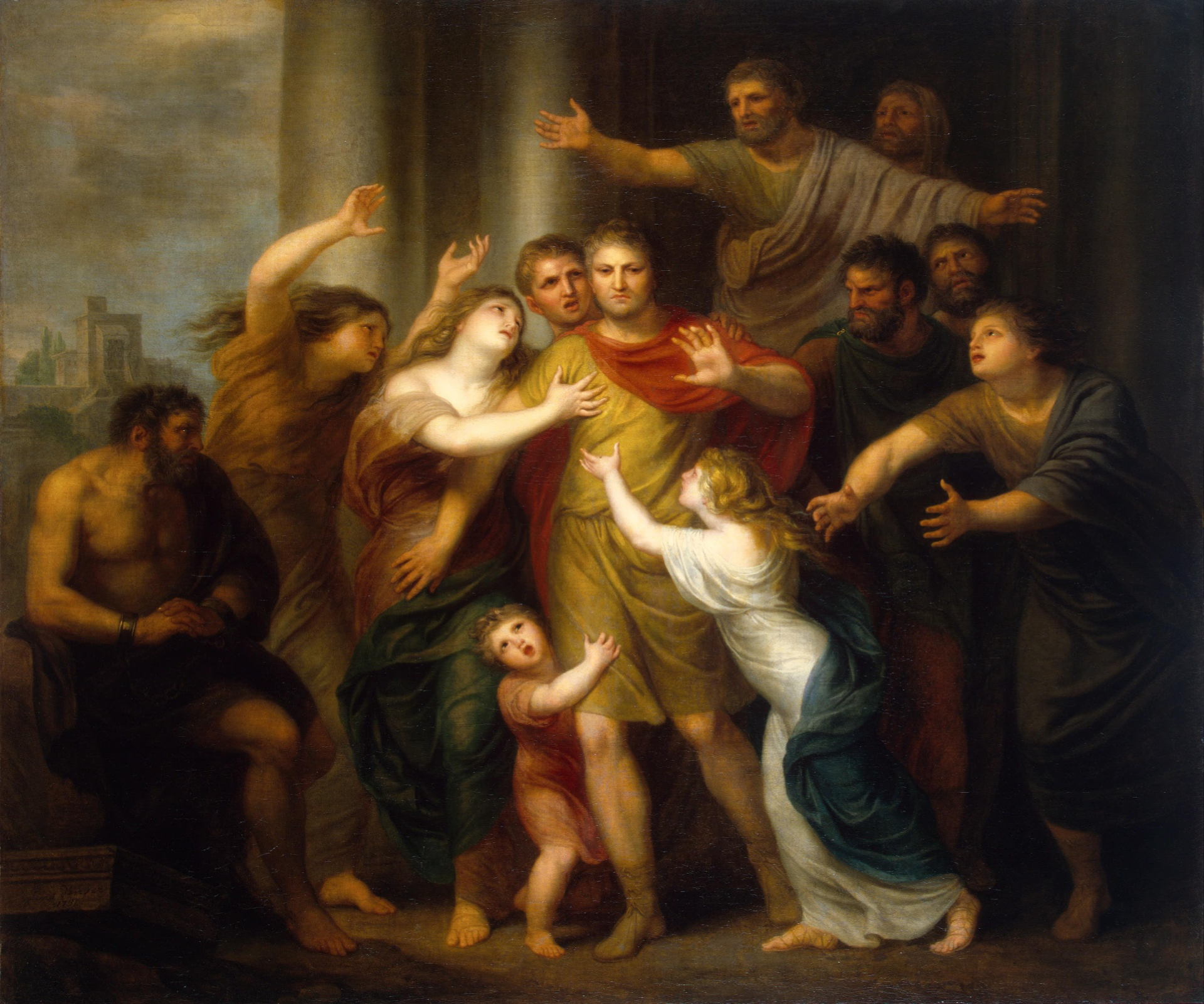
Regulus retournant à Carthage, André Corneille Lens, 1791, Musée de l'Ermitage

Après le retour en Italie du premier chef, Regulus prend l'actuelle Tunis. Des Berbères secouent dans le même temps le joug de Carthage ; ce soulèvement est sévèrement réprimé, les vaincus étant taxés, témoignage de l'« impérialisme de Carthage ». La famine est présente dans les villes car les paysans s'y sont protégés.
Carthage engage de nombreux mercenaires en particulier en Grèce, ce qui oblige la cité punique à réaliser des frappes monétaires importantes. Carthage souhaite acheter la paix. Regulus propose d'en finir mais à des conditions inacceptables : abandon de la Sicile et de la Sardaigne, tribut.
Ces propositions de paix sont rejetées par Carthage car trop dures, qui en appelle alors à Xanthippe. Xanthippe, général spartiate disposant d'une expérience dans les armées puniques et pourvu d'une armée de 12 000 fantassins, 4 000 cavaliers et 100 éléphants, met en difficulté les Romains lors de la bataille de Tunis en 255. Hamilcar Barca était aux côtés du Lacédémonien.
Seuls 2 000 hommes sur 15 000 lui échappent, Carthage déplorant 800 tués « pour l'essentiel des mercenaires ». Regulus et 500 Romains sont emmenés dans la capitale punique,  et le consul termine sa vie dans les prisons puniques ; une autre source évoque un retour à Rome comme émissaire pour les négociations de paix puis un retour pour signaler le refus de mettre fin au conflit, à la suite de quoi il aurait été affreusement torturé avant d'être mis à mort. Cette anecdote est rejetée par la majorité des « universitaires actuels » selon Le Bohec car ce serait un argument de propagande romaine sachant que de plus elle n'est pas reprise par nombre de sources, de plus le retour dans les prisons après la mission serait inconscient. Le même spécialiste n'adhère pas à ce rejet et considère son « intérêt pour l'étude des mentalités collectives ».
Les Carthaginois reprennent toutes les places occupées par les Romains en Afrique et viennent mettre le siège devant Clupea. Une flotte menée par les consuls Servius Fulvius Pétinus Nobilior et Marcus Emilius Paullus fut vite mise en mer pour dégager les assiégés. Ils s'emparent au passage de Pantelleria puis battent une flotte carthaginoise au large de Clupea. Les troupes débarquent et campent près de la ville, défont les Carthaginois. La garnison de Clupea est embarquée avec ce qui leur restait de butin et les Romains abandonnent leur projet de conquête de l'Afrique. Cette flotte est détruite par une tempête au large de la Sicile permettant la reprise de Pantelleria par Carthalon . En Afrique, l'armée romaine se contentera désormais d'effectuer quelques descentes le long des côtes jusqu'à l'actuelle Djerba, opérations qui n'auront que peu d'impact sur le déroulement du conflit.

#### 254-247 nouvelle stratégie romaine en Sicile
Rome décide de prendre les places-fortes puniques en Sicile, prenant Panormos et bloquant Lilybée. D'autres cités siciliennes font défection dans le camp punique.
|                                                                         |
| Carte des positions des deux belligérants avant la bataille de Drépane. |

|                                                        |
| Les deux phases de la bataille navale du cap d'Ecnome. |

La flotte romaine qui met en fuite la flotte punique est détruite en grande part par la tempête. Une autre flotte se distingue lors de la bataille de Panormos, une dernière partie pour ravager les côtes africaines est anéantie en mer.
Une flotte est perdue par l'inexpérience, l’incompétence navale des Romains, et un autre désastre naval fut causé par une tempête en 254-253. La méconnaissance romaine de la mer coûtait lourdement, mais les Campaniens, principaux intéressés par cette guerre, payèrent une nouvelle flotte comptant plusieurs centaines de vaisseaux, demandant toutefois à être remboursé par l’État romain des sommes avancées.
Les Puniques envoient des troupes fraîches en Sicile, dont des éléphants, et une nouvelle flotte et obtiennent un quasi statu quo entre 253 et 251. En 251 les Puniques sont battus dans la bataille de Panormos. En 250 Rome met le siège devant Lilybée et perd 10 000 hommes, l'armée romaine souffrant en outre de maladies. 10 000 soldats sont envoyés en renfort. Les Romains sont encore battus lors de la bataille de Drépane en 249 av. J.-C. où seuls 27 navires sont sauvés, 20 000 soldats romains étant tués. Carthage prend un convoi romain et des navires sont détruits par la tempête, avantage qui tout en rétablissant la situation en leur faveur n'aboutit pas à un règlement du conflit.
| |
| Opérations militaires en Sicile entre 264 av. J.-C. et 262 av. J.-C.. - Territoire de Syracuse - Territoire de Carthage |

|                                                             |
| Opérations militaires en Sicile entre 261 et 259 av. J.-C.. |

|                                                             |
| Opérations militaires en Sicile entre 258 et 256 av. J.-C.. |

|                                                      |
| Opérations militaires en Sicile entre 255 av. J.-C.. |

|                                                             |
| Opérations militaires en Sicile entre 253 et 251 av. J.-C.. |

|                                                            |
| Opérations militaires en Sicile entre 250 et 249 av. J.-C. |

|                                                             |
| Opérations militaires en Sicile entre 248 et 241 av. J.-C.. |

### Fin de la guerre et paix
Les belligérants sont épuisés autour de 250, et la même année débute le siège et le blocus de Lilybée. Une bataille navale a eu lieu au large de Drépane en 249, qui aboutit à une défaite romaine.
Une flotte romaine du consul Lucius Iunius Pullus est détruite par une tempête en 248. Le consul prend Eryx durant l'automne 249. Les Carthaginois ayant repris la maîtrise des mers ne poussent pas leur avantage au maximum, étant occupés par l'insurrection des populations libyques et numides. Cette insurrection est matée seulement au bout de six ans, les insurgés devant payer 1 000 talents et 20 000 têtes de bétail, et les chefs sont crucifiés.
Les deux belligérants ont des difficultés financières en 249-247. En 247 une tentative de paix avorte et Carthage maintient le statu quo en bloquant le ravitaillement des Romains.
Hamilcar Barca reprend en mains la situation en Sicile. Il remplace Carthalon à la tête de la flotte punique et prend le fort d'Heireté à partir duquel il attaque les positions romaines . Les Carthaginois par l'intermédiaire d'Hamilcar Barca harcèlent par la suite les troupes romaines pendant trois ans, et gardent le contrôle de différentes citadelles en Sicile : Drépane, Heireté, Eryx (repris en 244) et Lilybée même si la défense de cette dernière place-forte est confiée à Giscon. La guerre est alors faite d'une « multitude d'escarmouches » à l'initiative d'Hamilcar et une « tactique des petits engagements ».
Rome, à la suite de difficultés financières, pressure les plus riches par un « emprunt forcé » afin de remporter la guerre : une flotte de guerre est constituée de 200 pentérèmes.
Une bataille navale au large de la citadelle carthaginoise de Lilybée est décisive, les Romains en sortant victorieux grâce à leur tactique de l'abordage. Les Carthaginois gardaient Lilybée et Trapani, même si la perte de Panormos est à déplorer. De 247 à 241 av. J.-C. Hamilcar Barca tient la citadelle d'Eryx (Erice).

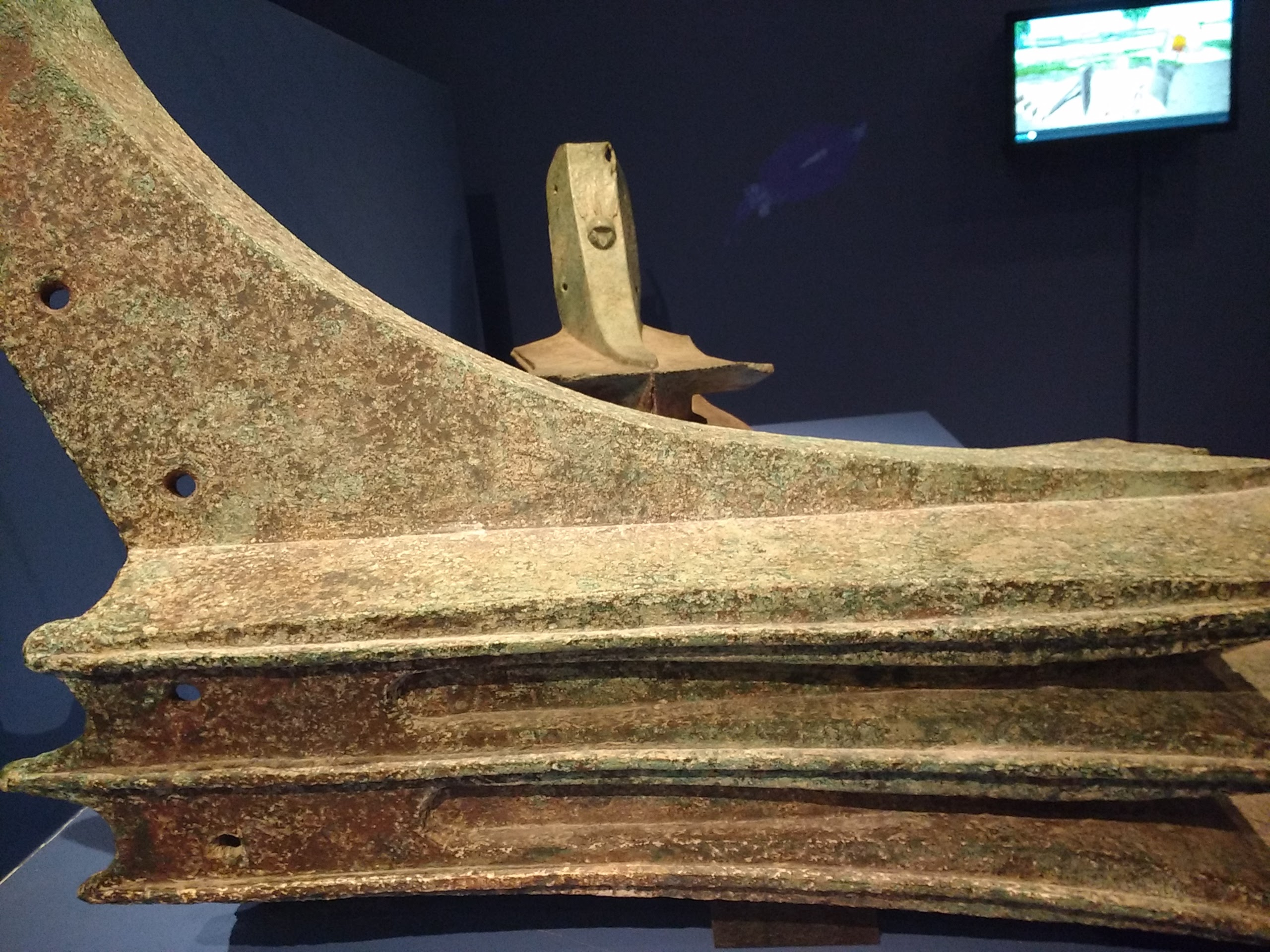
éperons puniques en bronze retrouvé lors des fouilles sous-marines au large des îles Égates

Les Romains remportent la victoire Lutatius Catulus lors de la bataille des îles Égates de l'été 241 av. J.-C. selon Lévêque ou le 10 mars 241 : après avoir assiégé Drépane, les Romains se postent face à Lilybée et surprennent la flotte punique chargée de ravitailler la garnison du mont Eryx. Les Puniques perdent 120 navires capturés ou coulés, et 10 000 hommes sont capturés.
Le commandant carthaginois, Hannon, est crucifié. Dans la cité punique s'affrontent le parti belliciste, représenté par les Barcides, partisan de défendre la Sicile et de ne pas céder face à Rome, et un autre parti désireux de concentrer les efforts sur le domaine africain.
Avec l’accord du gouvernement carthaginois, le chef des armées de Sicile, Hamilcar Barca, isolé et sans espoir de ravitaillement suffisant, a le pouvoir pour négocier pour mettre fin à une guerre ruineuse qui bloque le commerce, avec Gisco. Il propose alors la paix à Rome dans ce qui est connu comme le traité de Lutatius : la Sicile est perdue, les îles entre Sicile et Italie, les Lipari mais l'Afrique, la Sardaigne et la Corse restent dans le giron punique. Une forte rançon doit être payée, 1 000 talents tout de suite et 2 200 talents sur 20 ans(équivalent de 57 tonnes d'argent). Les défenseurs puniques de la Sicile pouvaient quitter l'île contre une modeste rançon. Le flou sur les îles concernées permet « toutes les interprétations possibles ». Les prisonniers romains devaient en outre être rendus, et il ne fallait rien entreprendre contre les alliés de l’autre. Il ne fallait pas non plus recruter de mercenaires en Italie ni chez les alliés du vainqueur.
Ces clauses sont aggravées car le peuple souhaite réduire le temps de paiement de la rançon, sur 10 ans, et augmente le montant à 3 200 talents dont 1 000 exigibles immédiatement, le solde en annuités de 220 talents. Les indemnités n’ont pas remboursé le coût de la guerre et ont peut-être selon Tenney Frank servi à indemniser les levées fiscales.
Hamilcar Barca reçoit les honneurs de ses adversaires, qui reconnaissent en lui et en ses troupes de valeureux adversaires. Les autres généraux carthaginois ont manqué d'audace, par peur des représailles du pouvoir politique, et l'initiative a été laissée aux Romains. De manière générale les généraux n'ont pas été aidés par la fourniture de renforts aux moments adéquats. Les nobles puniques se méfiaient des chefs militaires.
La fin de cette première guerre marque donc un déclin naval de Carthage, qui n’est plus maîtresse des mers avec la perte d'environ 500 navires et une crise économique dont témoignent les émissions monétaires. Rome perd 700 navires et sort également du conflit avec des finances affaiblies, cet affaiblissement étant toutefois compensé par l'indemnité et l'apport à escompter de la prise en mains directe de la partie occidentale de la Sicile. En dépit des désastres, l'armée romaine a fait des efforts et des avancées considérables. « Fruit des nécessités de la guerre », Rome est désormais une puissance navale,. Rome s'empare de toute la Sicile, à l'exception de Messine et de Syracuse, qui devient ainsi la première province romaine.

### Entre-deux-guerres

Expansion romaine après leur victoire lors de la première guerre punique.

#### Conséquences de la guerre chez les belligérants
Ce conflit a coûté très cher aux deux belligérants, et les indemnités carthaginoises perçues par Rome ne suffisent pas à couvrir les sommes englouties dans ce conflit. Carthage subit un pillage du Cap Bon et une paralysie du commerce, source de sa richesse et le manque de liquidités se répercute lorsqu'il s'agit de payer les mercenaires.
La Sicile devient romaine au prix de vingt ans de guerre, sans compter les précédentes guerres contre les Grecs qui avaient laissé des traces profondes. À partir de 227 av. J.-C., elle est dirigée par un préteur afin de commander les troupes stationnées sur l'île et rendre la justice. Certaines cités comme Panormos ou Ségeste restent libres, le royaume de Syracuse est sous la protection du vainqueur.
Carthage sort divisée du conflit, avec le parti barcide « surtout populaire » qui prend l'ascendant sur l'oligarchie. Pire, les conséquences économiques et militaires la mettent vite en difficulté. Quant aux atermoiements pour payer les vingt mille mercenaires ramenés de Sicile par petits groupes par Giscon en 241, ils aboutissent à la révolte contre Carthage entre 241 et 238.

#### Impérialisme romain
La guerre est suivie pour Rome par une expansion sans précédent : démographique, économique et politique.
La mainmise sur les îles génère une croissance du commerce et de la politique monétaire. La plèbe romaine, auparavant écartée, demande à bénéficier de l'ager publicus. Sur le plan culturel le goût pour l'hellénisme se développe.
Les peuples de Ligurie font l'objet d'expéditions de légions pour mettre fin à des pillages, et Gênes signe un traité avec les Romains en 230.

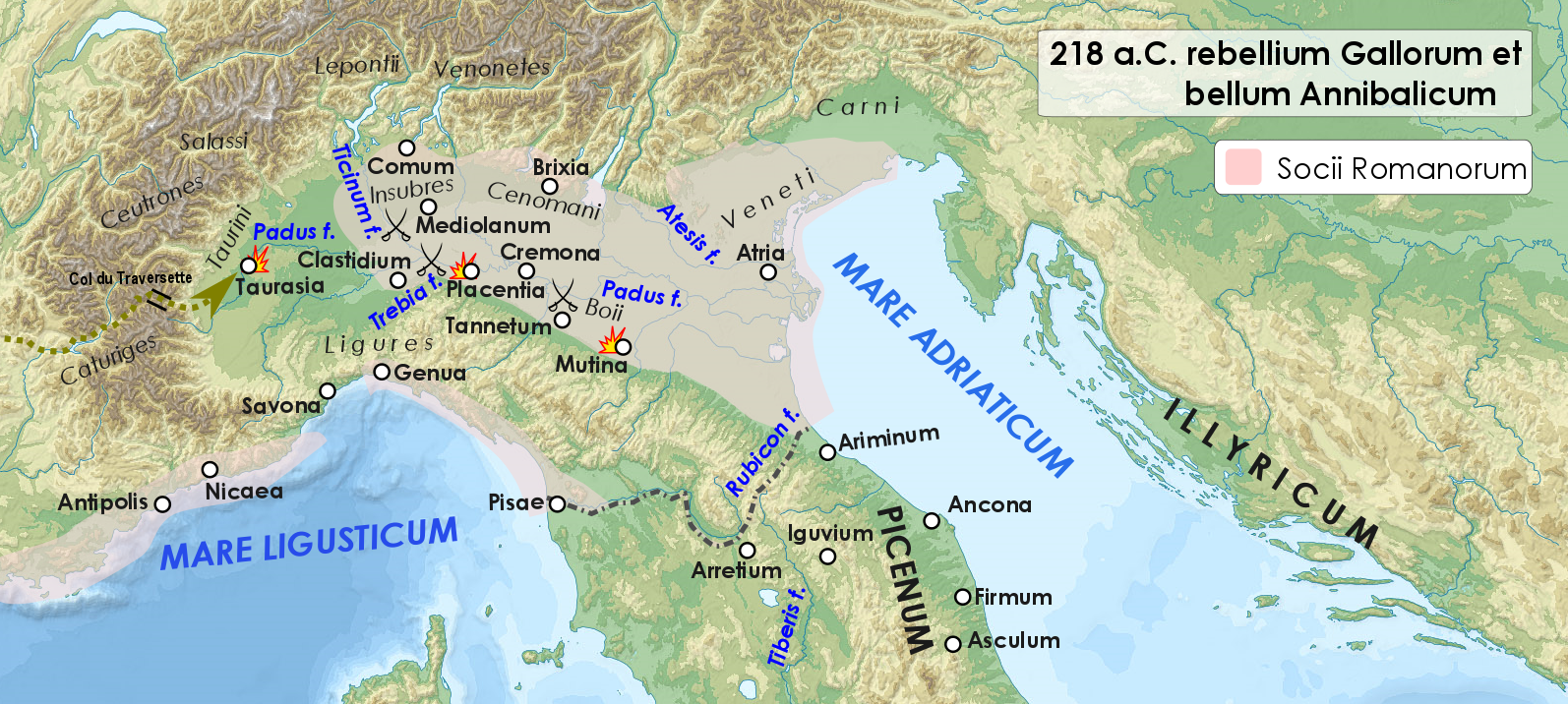
Carte de la Gaule Cisalpine en 218.

Des Gaulois menacent Rome, ce qui conduit les Romains à se lancer dans la conquête de la Gaule cisalpine entre 226 et 222 av. J.-C., occupant ainsi Mediolanum et installant deux colonies à Crémone et Plaisance. Rome se lance dans ces expéditions alors qu'une autre guerre se mène en Illyrie. La région était riche et pouvait constituer un débouché pour l'économie italienne.
En 232 Caius Flaminius Nepos promulgue une loi agraire permettant l'installation de plébéiens dans le pays sénon. Les Insubres et les Boïens se révoltent entre 228 et 225, rejoints par les Gésates et se mettent en marche. Pour faire plaisir aux divinités les Romains effectuent un sacrifice humain au forum boarium. Les Vénètes et les Cénomans s'allient avec Rome. Les envahisseurs sont stoppés à la bataille de Télamon en 225. Les Boïens sont vaincus l'année suivante, et les Insubres et 222.
En 229 Rome est en guerre contre les Illyriens dirigée par la reine Teuta, accusée de tolérer ou favoriser la piraterie néfaste au commerce. La Première guerre d'Illyrie dure de 229-228 et s'achève en « une promenade triomphale ». L'ordre est cependant établi en 219.

#### Guerre des mercenaires

Carte des opérations militaires de la guerre des mercenaires.

La révolte se passe alors que les guerres serviles étaient répandues en Orient, cependant la guerre des mercenaires a un objectif politique affirmé, les Libyens en particulier étaient las d'être « opprimés par l'impérialisme de Carthage ». De plus, les populations africaines rejoignent le mouvement du fait de l'exploitation subie pendant la première guerre punique.
Les mercenaires sont disciplinés jusqu'en été 241 car leur solde est payée. Hamilcar Barca souhaite une reprise de la guerre. 20 000 hommes sont installés dans un premier temps à Carthage. Après un passage non loin de Carthage, ils sont concentrés à 150 km, à Sicca Veneria dans l'objectif d'une future expédition vers les zones contrôlées par les Numides ou les Libyques, mais également pour protéger Carthage du désordre qu'ils y répandaient.
Hannon le Rab, gouverneur des territoires africains contrôlés par Carthage tente de négocier auprès d'eux une réduction de la solde due aux mercenaires,, étant donné le mauvais état des finances de la cité qui doit s'acquitter d'un tribut de guerre important auprès de Rome. Giscon de Lilybée, respecté par ses hommes, tente de ramener le calme mais les opposants à Carthage l'emportent.
Les mercenaires s'installent à Tunis et Giscon et Hannon le Rab tentent de négocier avec des cadres intermédiaires vite éliminés par la masse des révoltés. Giscon est emprisonné.
Les mercenaires, sous la conduite de Spendios, ancien esclave romain et Mathos, libyen sont soutenus par une partie de la population carthaginoise, qui ne supportait plus la lourdeur des charges dues à la guerre. Les Libyens sont les plus intransigeants, car les paysans berbères avaient dû céder la moitié de leurs revenus pour soutenir l'effort de guerre contre les Romains. Les habitants des villes avaient vu quant à eux leurs impôts doublés. Les mercenaires sont surtout des Libyques. 70 000 Libyens rejoignent les révoltés, les insurgés atteignent un effectif de 100 000 hommes. Seules Utique et Hippo-Diarrhytus ne se joignent pas à la rébellion. Par conséquent, le siège est mis devant ces deux cités.
Hannon le Grand ne parvient pas, avec une armée formidable, à mettre fin aux sièges d'Hippo Diarrhytus et d'Utique et donc à soulager Carthage coincée entre l'armée des mercenaires bloquant Utique et le camp des mercenaires installé dans Tunis, faisant ainsi preuve de son incapacité au commandement lors de plusieurs rencontres avec des armées de mercenaires inférieures en effectifs et en équipement, mais aguerries par la longue guerre en Sicile contre les Romains . Le commandement militaire est alors transmis à Hamilcar Barca. Hamilcar avec une armée de 10 000 hommes bat Spendios par deux fois, étant aidé par le ralliement de Naravas, chef numide. La Bataille de Bagradas oppose 10 000 puniques et 70 éléphants à 25 000 révoltés et permet à Carthage de briser le siège d'Utique et lui redonne accès à l'arrière-pays. Naravas se rallie avec ses 2 000 cavaliers avant la bataille de Djebel Lahmar. Ces deux engagements ne sont que des victoires partielles. Rome prend le parti de Carthage, refusant dans un premier temps de répondre à l'appel des mercenaires qui, imitant Mathos et Spendius, se sont révoltés en Sardaigne, ont rallié les troupes amenées par Hannon , qui fut fait prisonnier puis crucifié.
Face à une attitude conciliante d'Hamilcar qui épargne les prisonniers et souhaite « désagréger l'armée ennemie », les rebelles sur l'initiative du chef gaulois Autharite massacrent Giscon et 700 prisonniers, « creusant un fossé de sang ». En réplique Carthage fait écraser ses prisonniers par ses éléphants de guerre,, lançant « une véritable guerre d'extermination ».
Du fait des dissenssions entre généraux carthaginois, la situation se dégrade à nouveau et Mathô met le siège devant la capitale punique. Utique et Bizerte rejoignent les révoltés. Hannon est éloigné de l'armée pour résoudre le conflit latent avec Hamilcar et qui avait donné ces résultats désastreux. Carthage fut ravitaillée par les Syracusains qui ne souhaitaient pas l'effondrement de la cité punique pour conserver ce contre-poids à la toute puissance romaine. Les insurgés furent un temps ravitaillés par des commerçants romains mais la puissance romaine finit par les contraindre à ne commercer qu'avec Carthage, et soutint totalement son ancienne rivale,. Pour prouver sa bonne volonté aux Carthaginois, Rome refuse d'intervenir en Sardaigne à l'appel des mercenaires révoltés et refuse de reconnaître les habitants d'Utique comme sujets malgré les demandes de ces derniers. Les révoltés furent donc obligés de lever le siège de Carthage, si fortement ravitaillée, et ensuite ils mènent une guerre contre les points d'appui puniques sur le territoire.
Cette guerre civile fait des ravages, mais Hamilcar réussit à rétablir la situation par la bataille du Défilé de la Scie en 238 remportée sur Spendios, entre Zaghouan et Grombalia, ou entre Hammmamet et Sidi Jdidi. Les 40 000 révoltés sont écrasés. Hamilcar et Hannibal mettent le siège devant Tunis. Mathos bat Hannibal qu'il fait crucifier, forçant Hamilcar à la retraite. Mathos et les vestiges de l'armée révoltée rejoignent le sud, et Hannon le Rab récupère un commandement, se réconciliant temporairement avec Hamilcar. Mathos est finalement battu à Lepta,. Les derniers survivants sont massacrés à Tunis ou crucifiés avec Mathos devant les murs de Carthage. Hippo Diarrythus et Utique sont les dernières cités à se rendre. La paix gagne alors l'Afrique, et Carthage aurait étendu son territoire à cette occasion.

#### Traité additionnel et installation punique dans le sud de l'Hispanie
En Sardaigne la révolte se diffuse à partir des mercenaires et dans la population locale. Le chef punique, Bostar, est éliminé. Une demande d'intervention est refusée par Rome de prime abord. Hannon, chef militaire envoyé sur l'île, est crucifié, trahi par ses mercenaires. Les révoltés font à nouveau appel à Rome. Carthage fait des préparatifs pour envoyer une armée mater la rébellion.
Rome, voyant Hamilcar prendre de l’ascendant sur le gouvernement carthaginois, envoie le consul Titus Sempronius s’emparer de la Sardaigne en 236,, et menace de déclarer la guerre en prétextant des préparatifs carthaginois qu'elle prétend tournés contre elle. Par un traité additionnel, Carthage, à peine sortie d'une guerre extrêmement coûteuse qui l'a ruinée, préfère abandonner la Sardaigne et la Corse aux Romains, plus 1200 talents aux indemnités de guerre qu'elle payait encore, que se lancer dans un nouveau conflit   pour lequel elle ne voyait pas d'issue favorable. En effet, ces deux îles sont isolées de Carthage depuis la perte de la Sicile et de sa suprématie navale.
Le traité additionnel fut considéré comme « un véritable brigandage » et « cause réelle de la deuxième guerre punique » y compris par un auteur favorable à Rome comme Polybe. La Sardaigne est annexée pour des raisons stratégiques ou économiques, du fait de la production de céréales ou de bois. Cependant, la grande île est secouée par des révoltes jusqu'en 225.
Avec la prise des îles, Rome se trouve protégée par « un verrou insulaire » et le commerce punique en Méditerranée est désormais compromis.
Carthage ne réagit pas mais ces annexions confortent la volonté de revanche des Carthaginois et de la famille des Barcides opposée au parti pro-romain d'Hannon le Rab. Hamilcar est soutenu par la population punique et obtient un pouvoir militaire en Libye, et en Hispanie. Hamilcar et Hannon le Rab ont un commandement et mènent des opérations de pacification, avec une expédition d'Hasdrubal le Beau qui dure sur les côtes du Maghreb jusqu'à la mort d'Hamilcar.
Rome en parallèle avance vers l'Adriatique et vers la plaine du Pô en installant des colonies.
Les Puniques, Hamilcar en particulier s'installent alors dans le Sud de l’Hispanie, région possédant des richesses minières, en particulier en argent, sous la conduite des Barcides fondant l'Espagne barcide à partir de Gadès en 237. Hamilcar, qui avait été éloigné de Carthage du fait de sa popularité et de ses idées sur la politique et l'armée, arrive en Espagne à la fin du printemps 237, accompagné de son fils Hannibal, alors âgé de neuf ans. Il lui avait fait prêter un serment avant leur départ dans lequel il jurait « une haine éternelle à Rome ».
L'Espagne avait connu une colonisation phénicienne ancienne en particulier à Tartessos mais sans « domination territoriale ». Les Barcides mènent leurs opérations à partir des points d'appui de l'Andalousie actuelle et les Baléares. Ils y fondent la ville de la Nouvelle Carthage (Qart Hadasht), actuelle Carthagène, et Akra Leuké en 235, signe de leur façon de gouverner calquée sur le modèle hellénistique.
Ils y exploitent des mines surtout d'argent, redonnant à Carthage sa puissance économique et commerciale. La zone était aussi un des aboutissements d'une route de l'étain provenant de Bretagne. La conquête permet de payer les indemnités dues à Rome, selon Hamilcar répondant à une délégation romaine. L'entreprise des Barcides gênait des installations grecques comme Emporion et Massalia.

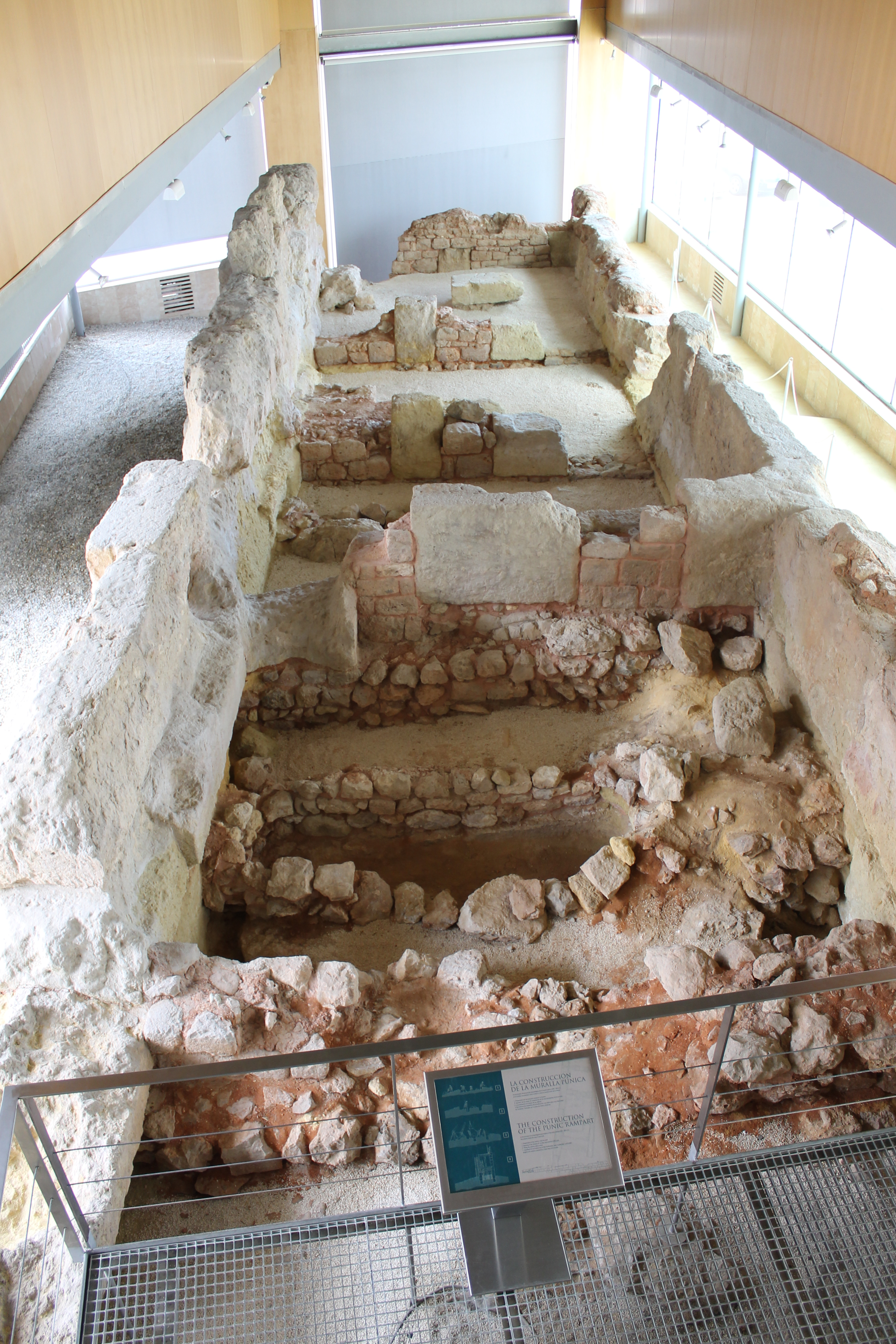
Vestiges de la muraille punique de Carthagène

Carthage soutient cette entité, non-indépendante même si le pouvoir des Barcides comportait des éléments de pouvoir personnel comme en témoigne le monnayage. Hamilcar avait pris exemple sur les rois hellénistiques en l'adaptant à la situation de Carthage ; il aurait fait modifier la constitution pour réduire le pouvoir de l'oligarchie. Les Barcides réforment les armées puniques et impliquent les institutions dans les affaires militaires, contrairement à la situation antérieure où les guerres étaient défensives ou dissuasives et en fonction des conséquences pour leur commerce. Hamilcar passe à une conception offensive en promouvant un mandat militaire illimité, accepté dans le contexte de la guerre des mercenaires et par l'armée alors qu'Hannon le Rab postule également. Le choix fait par l'armée a été considéré comme une évolution démocratique de la constitution de Carthage à la fin du IIIe siècle av. J.-C., selon Melliti c'est « un moyen destiné à appuyer une action ou une ascension politique » et le signe de la « militarisation de la sphère politique ». Après ce changement aucun général ne sera condamné par le tribunal des Cent-Quatre. Le général est pourvu d'un état-major de qualité, en qui il avait toute confiance, et d'une armée peu nombreuse mais très aguerrie et homogène en dépit d'origines très diverses.
Le pouvoir qu'il acquiert en Hispanie se basait sur l'assimilation des indigènes et une tendance monarchique, ainsi qu'une certaine autonomie vis-à-vis de Carthage,. Les Barcides en personnalisant le pouvoir s'opposent à l’oligarchie punique, en particulier les Cent-Quatre, et acquièrent de l'autonomie dans la conduite des opérations militaires placées sous la divinité Héraklès-Melkart, dans le cadre d'une véritable « religion politique ». Cependant, les opérations militaires se font avec l'accord de Carthage et les victoires sont l'occasion pour les Barcides d'envoyer des trésors dans la métropole, comme lors de la prise de Sagonte ou après la bataille de Cannes. Hamilcar met en place également la « transmission familiale du charisme ». Hannibal développe son aura également par sa présence aux côtés de ses soldats, et partageant leur dure vie quotidienne. Hannibal œuvre à unifier l'armée barcide en organisant l'armée par nations, selon leurs modes de combat traditionnels, ce qui permet de l'efficacité dans la chaîne de commandement. La stratégie militaire change également, passant d'une guerre de position à une guerre de mouvement.
La conquête permet aussi de recruter des mercenaires ibéres. Les Celtibères harcèlent les troupes puniques d'occupation. Hamilcar les bat cependant et libère plus de 10 000 prisonniers. Les Ibères continuent à s'opposer à l'expansion carthaginoise et Hamilcar périt après un combat contre une cité refusant de payer le tribut en se noyant dans le Jucar en 229 ; son gendre Hasdrubal le Beau le remplace avec le soutien de la métropole. Hasdrubal poursuit la conquête avec Hannibal, mais met également en œuvre une diplomatie : il épouse une princesse ibère, fille d'un roitelet. Les Barcides poursuivent les conquêtes d’Hamilcar. Leur but est de redresser financièrement Carthage tout en payant les indemnités de guerre dues aux Romains par l’apport des métaux espagnols, mais, au-delà, de prendre leur revanche sur Rome en reconstruisant la puissance militaire carthaginoise. Une nouvelle ambassade romaine se rend en Espagne barcide en 226 pour négocier un traité.
L'expansion punique, cette « renaissance carthaginoise en terre ibérique » inquiète Rome ainsi que Marseille.
Le traité de l'Iber est signé entre Hasdrubal et Rome en 226-225 , imposant aux Carthaginois de ne pas franchir l'Èbre: Rome souhaite se garantir d'une alliance entre Celtes et Puniques, ceux-ci pouvant continuer à étendre leur influence en Ibérie. Les Celtes menacent la Cisalpine et Rome est en guerre contre eux de 225 à 222.
Hasdrubal meurt assassiné en 222 par un Celtibère ou 221 et est remplacé par acclamation de l'armée par Hannibal, âgé de 25 ou 26 ans, qui conquiert une vaste zone située au sud du fleuve définie par le traité de l'Ebre. Hannibal lance des actions au nord-ouest de l'Espagne en 221 et en 220 puis choisit le champ de bataille où il affronte les Ibères, qui perdent 40 000 hommes lors de la bataille du Tage.

## Deuxième guerre punique et suites

Situation des deux puissances de la Méditerranée occidentale avant le début de la seconde guerre punique.

La deuxième guerre punique, appelée aussi guerre d'Hannibal,, de 218 à 201 av. J.-C., a pour sommet la campagne d’Italie qui dure plus de quinze ans. C'est un « modèle de guerre éclair », avec 1 500 km parcourus en cinq mois au début de son périple.
Hannibal appartient à une faction importante de la cité punique, qui s’appuie sur l’Assemblée du peuple pour ne pas être éliminée. Hannibal après la mort d’Asdrubal est désigné stratègos par l’armée, acte confirmé par le Sénat et l’Assemblée. Son pouvoir s’exerce dans le cadre de la constitution de Carthage comme peut en témoigner le texte connu comme serment d’Hannibal, peut-être une construction de Fabius Pictor. Hamilcar a préparé ses fils à l'armée et l'armée d'Hannibal lui est restée fidèle, du fait de cette « précocité militaire », caractère qu'il partage avec Alexandre le Grand et du fait qu'il partageait la dure vie de ses soldats.
Ce conflit concerne l'Espagne, l'Italie, la Sicile, l'Afrique et aussi le monde grec avec les guerres de Macédoine en particulier la première,. Les premières batailles sont désastreuses pour Rome et Hannibal ne quitte que tard l'Italie.

### Forces en présence

#### Carthage
Carthage avant la seconde guerre punique a perdu les îles mais s'est étendue en Afrique et en Ibérie.
L'armée punique est composée essentiellement d'un noyau ibérique et africain, avec des cadres libyphéniciens comme Muttinès qui a eu un commandement en Sicile. Des mercenaires complétaient l'armée d'Hannibal : des Celtibères armés de falcata, des recrues provenant des Baléares armées de javelots et de frondes, des Ligures. Après 218, on trouve des Gaulois. Les Gaulois et les Celtes sont souvent envoyés en première ligne.
Hannibal bénéficie de la cavalerie numide, armée légèrement, et lui fait jouer un rôle tactique important, et de la cavalerie lourde composée d'Ibères et de Celtes. Il bénéficie également d'éléphants de guerre, sans doute 200, provenant de Numidie introduits dans les guerres de Méditerranée occidentale par Pyrrhus. Hannibal bénéficie à Carthagène de 90 000 fantassins et 12 000 cavaliers, et il laisse 20 000 hommes en Ibérie avec Hasdrubal.
La composition des armées dépend des alliances du moment, et les levées d'hommes sont impopulaires. Peu de citoyens puniques sont dans l'armée : peu d'entre eux servaient l'infanterie mais en revanche il y en avait dans la cavalerie et dans la marine. La marine punique comporte au début de la guerre moins de 150 quinquérèmes.
Les capacités militaires sont moindres à Carthage qu'à Rome, mais la cité punique était riche tant dans son domaine africain qu'en Andalousie.
La personnalité d'Hannibal compte dans le conflit, qui « valait plusieurs légions à lui tout seul », âgé de 29 ans en 218. Il semble un personnage hellénisé dans une cité elle-même hellénisée, mais pieux envers les divinités du panthéon de sa ville. Il s'appuyait sur un parti favorable à l'élément populaire mais il a toujours respecté les ordres de sa ville. Son objectif était d'écraser son adversaire avec une coalition.

#### Romains
Rome avant le second conflit a agrandi son territoire, dans les îles mais aussi des protectorats imposés aux peuples du nord de l'Italie et de l'Illyrie.
L'armée romaine, excellente, est constituée de contingents définis par les traités avec les alliés. Le potentiel mobilisable selon Polybe se monte à 700 000 fantassins et 700 000 cavaliers, ce qui permettait tout à la fois de sélectionner les meilleurs soldats et de reconstituer les effectifs.
24 000 fantassins et 18 000 cavaliers romains sont mobilisés au moment de la guerre en 218 ainsi que 40 000 fantassins alliés et 4 400 cavaliers. Rome possédait aussi la maîtrise des mers, avec 220 quinquérèmes, offrant une capacité logistique.
Rome est également riche à la veille du conflit ; les conquêtes permettent du butin et des impôts, sans omettre les manipulations à l'occasion des frappes monétaires.

### Causes de la guerre

Différentes phases de la conquête punique de l'Ibérie.

Siège de Sagonte par Hannibal Barca en 219 av. J.-C..

Le débat sur les causes de la guerre a toujours été vif, depuis l'antiquité, c'est selon Le Bohec « le choc de deux impérialismes ». L'offensive est liée au sentiment de revanche et à la volonté « d'abolir les humiliations subies » et à la crainte de nouvelles emprises romaines, comme celles ayant suivi la première guerre punique. C'est donc une stratégie de défense. Cependant, il faut aussi compter avec la volonté de Marseille de lutter contre leurs concurrents puniques en poussant Rome vers la guerre.
Hannibal consolide sa position en Andalousie et mène des campagnes en 220 et 219 avec l'aide de 15 000 soldats libyens.
Sagonte informe en tant qu'allié Rome des progrès des Barcides en Espagne. Pour trancher un litige avec ses voisins, Hannibal invite les protagonistes devant l'assemblée des peuples ibériques, instance créée par Asdrubal le Beau. Face au refus de la cité, Hannibal évoque la situation au sénat de Carthage et repousse les menaces romaines lors d'une ambassade à Carthagène, sûr de son droit sur la ville à la suite du traité de l'Ebre.
Le prétexte de la guerre fut le siège de Sagonte par les Carthaginois en 219 av. J.-C. ou en 218 av. J.-C. et la traversée de l'Ebre, qui, selon le traité de 226 av. J.-C., ne peuvent passer en armes le fleuve Iber. Ce fleuve cité dans le traité n’est peut-être pas l’Ebre mais un autre comme le Jucar selon une hypothèse développée par Carcopino auquel cas les Carthaginois auraient été dans leur tort. Caton signale que les Carthaginois auraient brisé six fois le traité de paix.
L'alliance entre Sagonte et Rome se noue entre 231 et 225. Sagonte comportait des Italiens et des Grecs, peut-être de Massalia. La ville de Sagonte était passée dans les mains d'un groupe favorable à Rome en 220 après les intrigues du vainqueur de la première guerre punique et l'élimination de l'intelligentsia favorable aux Puniques en 223. L'intervention d'Hannibal fait suite aux menaces pesant sur un allié non loin de la ville.
Hannibal demande des instructions à Carthage au moment de mettre le siège devant la cité. Rome était alliée de Sagonte avant 219. Elle demande au Sénat punique de condamner Hannibal, ce que l'institution carthaginoise refusa de faire. Rome voulant se débarrasser de « sa dernière rivale en Méditerranée », les négociations diplomatiques échouent.
Le siège de Sagonte dure huit mois et se termine à l'automne 219, après des combats sanglants et se terminant par traîtrise. À Rome de longs débats sur les suites à donner au siège ont lieu en hiver 219-218. À Rome s'affrontaient un parti belliciste des Aemilii et les conservateurs des Fabii. Dans l'ambassade romaine envoyée à Carthage les sénateurs puniques évoquent l'absence de la citation de Sagonte parmi les alliés de Rome dans les derniers traités signés entre Rome et la métropole africaine. Le traité de 226 est présenté comme non ratifié par le sénat punique.
La décision d'utiliser la voie terrestre est le signe de la perte de domination navale de Carthage et de l'importance des possessions hispaniques dans le dispositif pour payer les indemnités de guerre.
Rome réagit lentement et uniquement après l'élection au consulat pour 218 de deux partisans de la guerre, Tiberius Sempronius Longus et Publius Cornelius Scipion. Le premier va avec deux légions et une flotte à Lilybée alors que le second doit rencontrer l'armée d'Hannibal.

### Opérations militaires

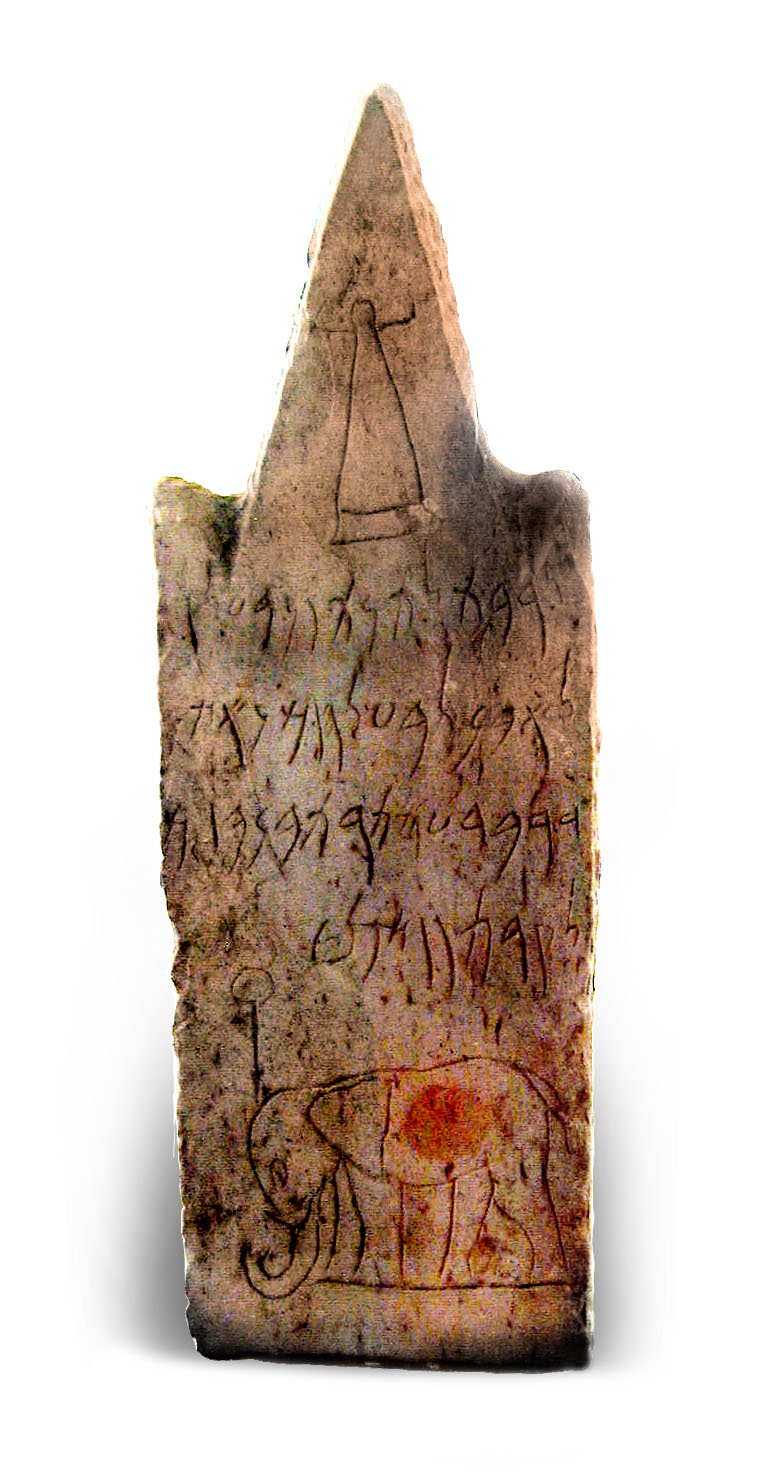
Stèle punique du musée de Carthage du av. J.-C., calcaire, figurant un éléphant, arme emblématique de la deuxième guerre punique

Lieux des principales batailles de la deuxième guerre punique.

Rome compte sur la maîtrise des mers pour espérer intervenir vite en Espagne et en Afrique.
La flotte carthaginoise, fleuron de l'armée de Carthage jusqu'à la première guerre punique, perd sa puissance incontestée après ce premier antagonisme. La route terrestre est donc privilégiée par Hannibal. Ses alliés gaulois lui sont peut-être d'un secours pour l'élaboration de son trajet en particulier la traversée des Alpes. Hannibal escomptait l’aide des Cisalpins. Hannibal fait venir des troupes pour renforcer les défenses de l'Hispanie. L'Espagne reste indispensable comme base arrière pour son entreprise avec Carthagène dont le port et l'« arrière-pays riche en minerais ».
Hannibal effectue un pèlerinage au temple de Melkart de Gadès avant de se lancer dans son entreprise, pour en faire « la divinité tutélaire de l'expédition ».
Sous la conduite d’Hannibal Barca, les troupes carthaginoises de 90 000 fantassins et 12 000 cavaliers, ou 50 000 fantassins, 9 000 cavaliers et 37 éléphants ou 60 000 à 70 000 formées de Numides, d’Ibères et de Carthaginois, partent d’Hispanie au printemps 218, L'Ebre est atteinte en juin 218 et son franchissement constitue le début de la guerre.
Hannibal traverse les Pyrénées avec 40 000 hommes et 37 éléphants, parvient au Rhône non loin d'Orange durant l'été 218, fin août 218 puis les Alpes, pour envahir l’Italie.
Les Romains tentent de les arrêter en envoyant une armée à Massalia, mais Hannibal veut éviter autant que possible les combats en cours de route avant l'arrivée en Italie,.
Les troupes seront épaulées par un fort contingent de Gaulois qualifiés d’alliés. La route côtière est écartée pour éviter Massalia, alliée de Rome et les Ligures. Les troupes d'Hannibal franchissent l'Isère puis les Alpes en hiver, selon un itinéraire qui divise, en quinze jours seulement. La traversée se fait au prix de grosses pertes humaines, la moitié de son armée selon Hours-Miédan. La traversée est inscrite comme l'événement le plus marquant du conflit. La vallée du Pô est atteinte en septembre 218 avec 20 000 fantassins, 6 000 cavaliers et 21 éléphants. L'expédition a lieu en hiver et les tribus montagnardes harcèlent les Puniques.

#### Longue guerre d'Italie
Hannibal, qui hait Rome depuis son enfance et dans un esprit de revanche, a longtemps préparé, par la diplomatie, son passage au nord de l’Italie et a réussi à y trouver des alliés. Ainsi, des troupes gauloises se joignent aux troupes carthaginoises qui traversent les Alpes notamment avec des éléphants de guerre.
Rome envoie des troupes en Hispanie pour couper le ravitaillement à Hannibal.
Hannibal à son arrivée en Cisalpine ne trouve pas les soutiens escomptés, les ralliements se faisant plus nombreux après la prise de la capitale des Taurins. Avec les premières victoires des Gaulois de Cisalpine rejoignent les rangs puniques, et certains auxiliaires gaulois de l'armée romaine désertent après le Tessin.
Entre 218 et 215 av. J.-C., Hannibal Barca enchaine les succès (jusqu'à l'été 216 selon Beschaouch) en Italie et par l'intermédiaire de ses frères en Hispanie. Les Puniques et leurs alliés battent plusieurs armées romaines, notamment à la bataille du Tessin, dans la plaine du Pô en décembre 218, et qui se termine par la retraite des Romains et la blessure du consul ; puis à La Trébie qui voit les Romains perdre 20 000 hommes sur 36 000 hommes et 4 000 cavaliers, à la suite d'un engagement voulu par le chef punique et son frère Magon dont les pertes se portent à 1 500 hommes et surtout tous ses éléphants de guerre sauf un.
Avec le climat hostile Hannibal perd de nombreux hommes et pour rejoindre l'Etrurie perd un œil dans les marais de l'Arno traversés en quatre jours.

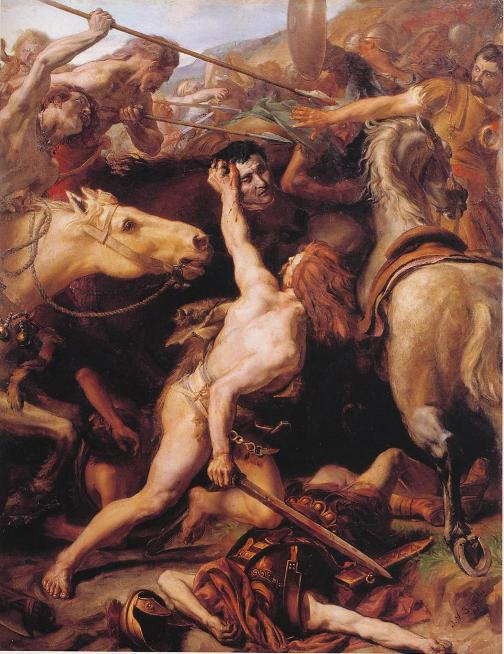
Le Gaulois Ducar décapite le général romain Flaminius à la bataille de Trasimène par Joseph-Noël Sylvestre, 1882, Musée des Beaux-Arts de Béziers

Au début 217 les troupes d'Hannibal harcèlent les troupes romaines et gênent leur ravitaillement. Rome élit deux nouveaux consuls pour 217, Cnaeus Servilius Geminus et Caius Flaminius Nepos. Hannibal franchit les Apennins et au lac Trasimène en 217 av. J.-C., le 21 juin, Hannibal écrase l'armée romaine dans une embuscade. Les Romains doivent laisser 15 000 hommes sur le terrain, dont Flaminius, et 15 000 prisonniers. Hannibal perd 1 500 ou 2 500 hommes dans cet engagement.
Hannibal fait abandonner la phalange à ses soldats, qui s'équipent à la romaine avec des épées et gagnent en mobilité, ce qui sera fondamental dans les engagements à venir. Faute de matériel de siège, les Puniques vont se reposer dans le Picenum puis hivernent en Campanie et en Apulie (217-216).
La défaite provoque une crise à Rome : Quintus Fabius Maximus est nommé dictateur en juillet 217, et s'applique à mettre en œuvre la politique de la terre brûlée devant l'armée punique qui gagne le sud de la péninsule. L'armée punique est sur le bord de l'Adriatique et communique avec sa métropole, Fabius Maximus évitant le combat alors que son ennemi ravage la campagne. Dans l'automne 217, les Romains tendent un piège aux Puniques dont Hannibal se sort par la ruse. Minucius Rufus, qui opère un coup d'éclat qui fait reculer Hannibal, est nommé dictateur. Une bataille à Geronium manque de tourner au désastre pour Minucius, qui est sauvé par Fabius.
Hannibal souhaite la défection de Capoue et « une tête de pont avec Carthage »,. Dès son arrivée en Italie Hannibal n’a eu de cesse de séparer les alliés italiens de Rome, proclamant leur liberté, avec une diplomatie évoquant une vision des buts de guerre et « peut-être des projets pour l'après-guerre ». Les prisonniers italiens sont libérés après les batailles de La Trébie, Trasimène et Cannes. Les traités laissaient aux cités leur autonomie, leurs institutions, Hannibal ne demandant ni tribut ni garnison punique ; Capoue aurait été la capitale de l'Italie. Hannibal, avait étudié la situation politique de l'Italie et les « frustrations juridiques et économiques » présentes dans certaines régions d'Italie et souhaitait amener Rome à accepter un traité à la suite de batailles décisives.
Des régions rejoignent le camp punique, les Gaulois cisalpins se rebellent, des cités d'Italie du sud et du centre, en Sicile une armée romaine doit être envoyée pour tenir l'île, la Sardaigne se soulève et est matée.

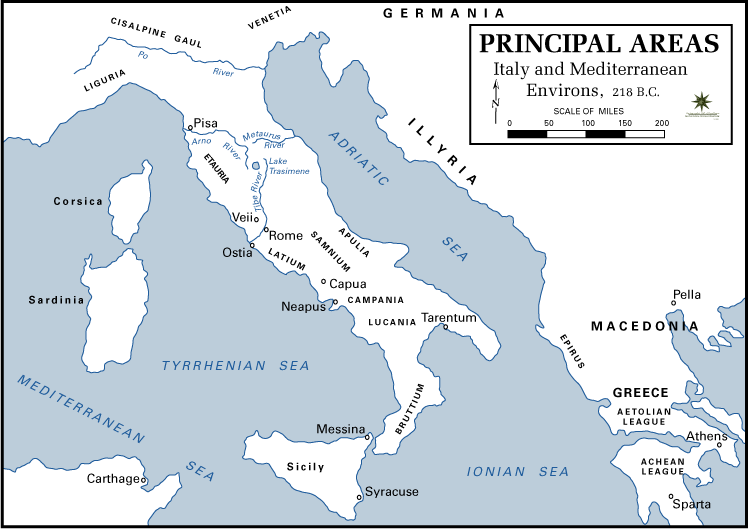
Carte de l'Italie et des environs en 218

Fabius Cunctator aidé par les Marseillais porte le combat en Espagne, capture Hannon, un général punique et s'installe non loin de Sagonte.

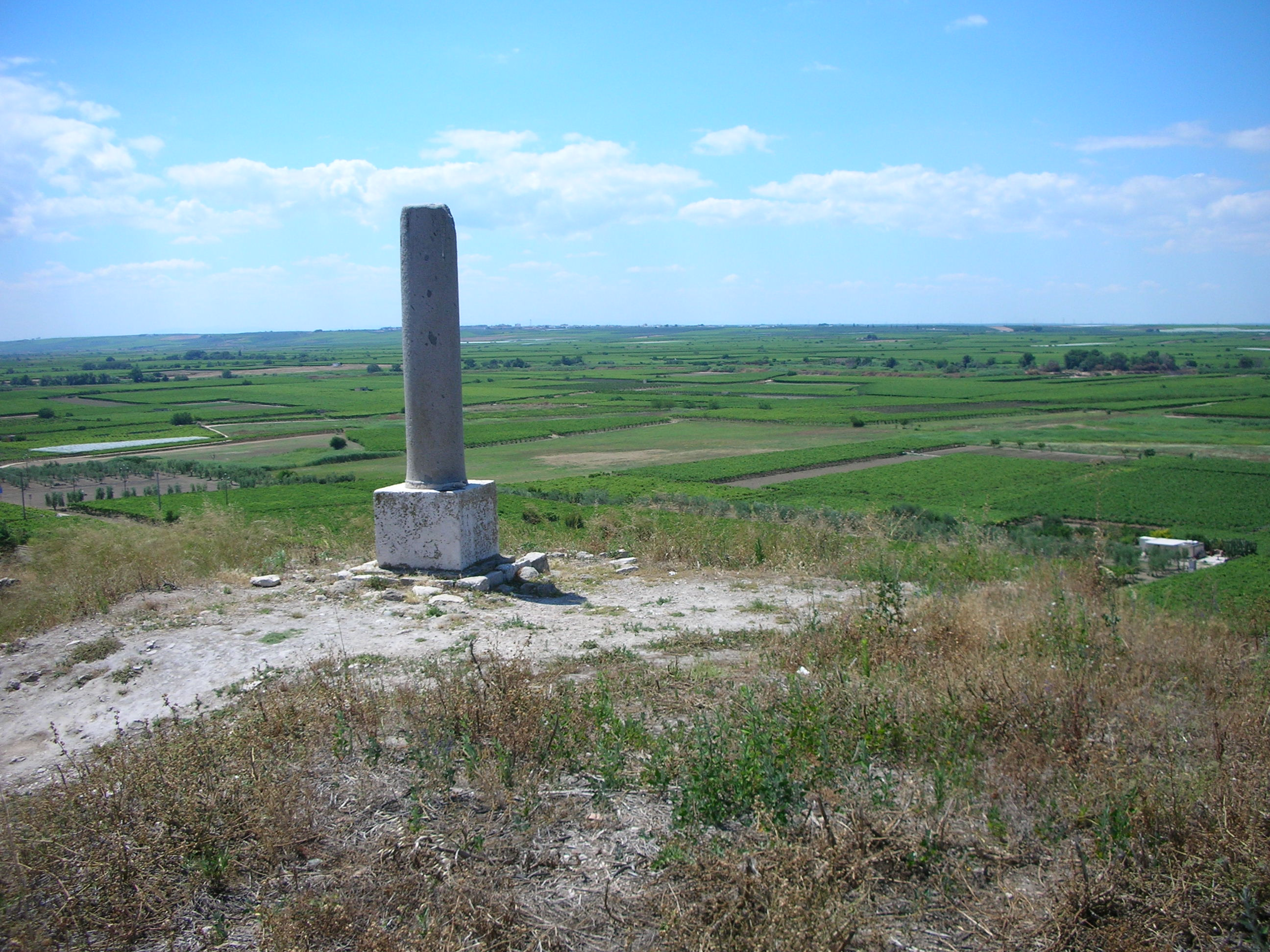
Monument de la bataille de Cannes, qui surplombe le site de la bataille

En août 216 Hannibal est en Apulie avec 40 000 hommes et il est rejoint par les Romains, 90 000 fantassins ou 80 000 fantassins et 6 000 cavaliers. Les Romains sont écrasés le 2 août 216 lors de la bataille de Cannes, les mouvements devenant « un sujet de méditation classique pour les stratèges de tous les temps » car « [la] plus grande défaite » de Rome. 80 sénateurs sont tués, un des deux consuls Paul Émile perdant la vie et l'autre, Varron, ne la sauvant que par la fuite. Les deux consuls de l'année précédente y sont également tués. Hannibal perd 4 800 soldats et 67 000 Romains sont tués à Cannes, nombre de soldats étant rattrapés par la cavalerie numide.
Hannibal avait refusé au lendemain de Cannes le conseil de Maharbal, maître de la cavalerie, de marcher sur Rome et choisit d'isoler militairement et politiquement son ennemi. Hannibal a une intense activité diplomatique. Hannibal renonce à assiéger Rome, réputée imprenable, puis se retire à Capoue en attendant des renforts, où Tite-Live situe l'épisode des « Délices de Capoue ». Hannibal signe des traités avec des villes italiennes. Plusieurs villes grecques quittent l’alliance romaine. La bataille de Cannes génère dans toute l'Italie des crises multiples : économique, financière, sociale et politique.
Hannibal souhaite arracher un traité de paix à Rome et réviser les traités défavorables de 241 et 226 mais les propositions menées par une délégation sont rejetées par le sénat romain. Dans un discours aux prisonniers Hannibal indique ne combattre « que pour la dignitas et l'imperium », et donc rejette la destruction de son ennemie. Le Barcide souhaite « renverser (…) la situation humiliante des traités de 241 et 236 ».
Les Puniques ravagent le Sud de la péninsule et prennent Tarente.

#### Élargissement du théâtre des opérations et retournement de situation

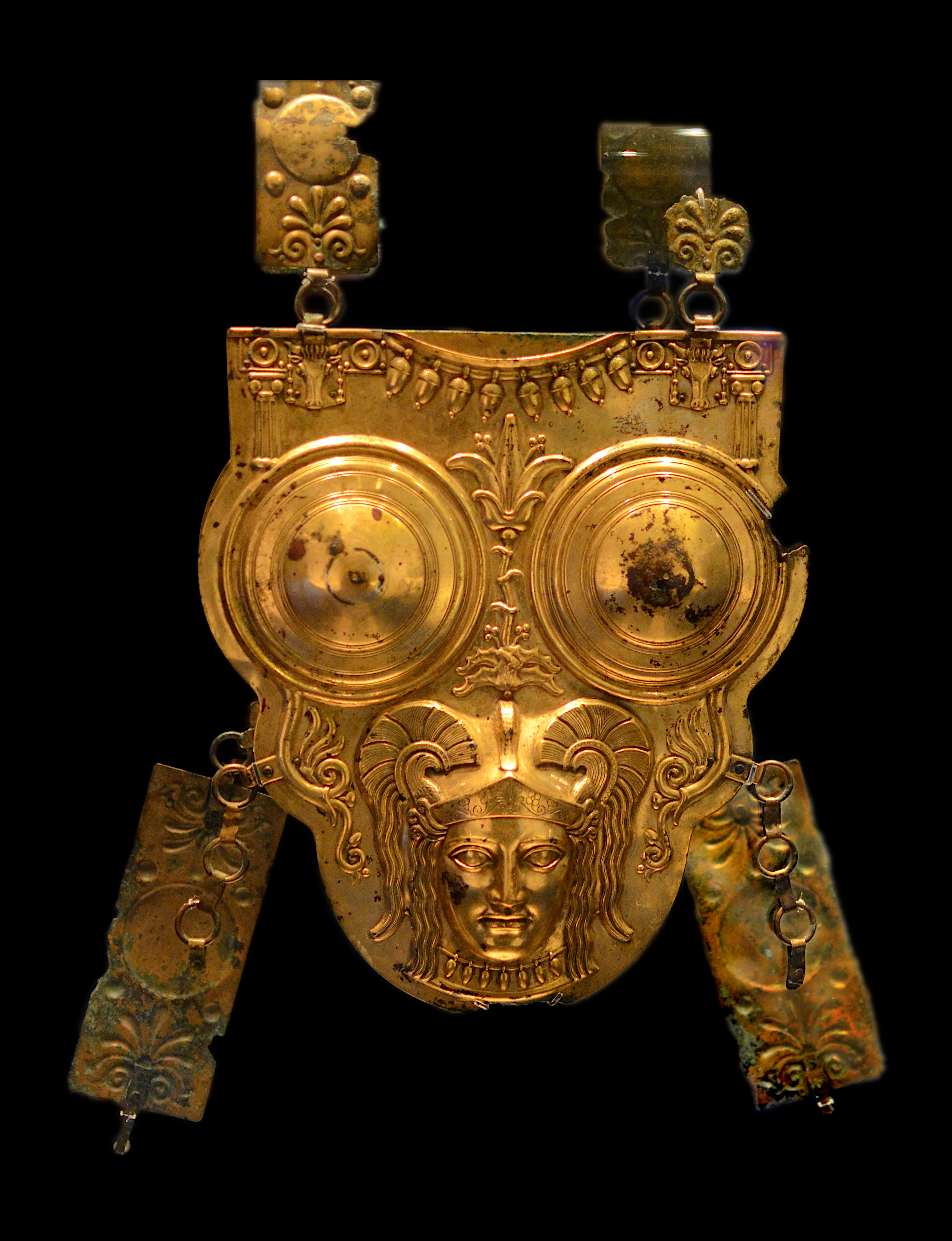
Cuirasse de Ksour Essef, élément d'armure italique du sans doute ramené par un vétéran d'Hannibal dans l'espace de la Tunisie actuelle où elle fut retrouvée en 1909, conservée au musée national du Bardo

Carthage dès l'entrée d'Hannibal dans la plaine du Pô ouvre des fronts secondaires dans les îles Éoliennes et en Sicile. Carthage perd Malte en 218. Le conflit s'étend à la Sicile, l'Ibérie, la mer Égée et les Balkans, à l'initiative d'Hannibal. Hannibal signe une alliance avec le roi de Macédoine, Philippe V de Macédoine, pour que Rome perde le protectorat sur l'Illyrie. L'alliance est signée car Philippe a fait les démarches et du fait de la résistance de Rome après la défaite écrasante de Cannes ; elle est signée en 215 mais est sans effet.
Les plans d'Hannibal échouent du fait de l'incompétence de son amiral Bomilcar et de l'absence de jonction avec Philippe V. Cependant la majorité des cités de l’Italie centrale, cœur de la République romaine, restent fidèles à Rome, d'autant plus que les armées puniques vivent sur le pays.
Hiéron II, fidèle à l'alliance signée avec la République romaine au début de la première guerre punique, meurt en 215 av. J.-C.. Des négociations commencent alors avec le petit-fils et nouveau roi Hiéronyme de Syracuse. Elles aboutissent à des projets de traités, qui tournent court à la suite du massacre du roi et de sa famille, et le siège de la ville par Rome en 212 av. J.-C.,.
Après Cannes, Rome accueille Varron, le vaincu et Fabius Cunctator met en place une stratégie de temporisation, refusant les batailles rangées et harcelant les troupes puniques et ses alliés. Capoue est châtiée de façon exemplaire après la reprise de la ville en 211. Tarente est reprise en 209.
Dans un suprême effort de guerre, Rome réussit à aligner 200 000 hommes en armes puis rétablit peu à peu la situation, reprenant une à une les positions carthaginoises, détruisant les unes après les autres les expéditions de renfort venues de Carthage ou d’Hispanie. Hannibal n'a plus de « foudroyantes victoires » après 215, qui étaient le signe de sa domination stratégique.
Les victoires romaines se succèdent à Syracuse malgré le ravitaillement assuré par Carthage par voie maritime (Archimède perd la vie du fait d'un soldat romain à ce moment,),, Agrigente en 210 av. J.-C., Capoue après un siège de deux ans. Dès 213 av. J.-C., les Romains tentent un rapprochement avec Syphax, roi de la tribu numide des Massæsyles, qui s'est éloigné diplomatiquement des Carthaginois pour des querelles de territoire. Les deux frères Scipion envoient alors trois ambassadeurs auprès de Syphax pour qu'il devienne un futur allié et que les Romains puissent préparer le terrain à un futur débarquement en Afrique. Ce premier rapprochement diplomatique ne semble pas aboutir à un traité. En 210 av. J.-C., Syphax envoie à son tour une ambassade à Rome, afin de sceller un traité, après quelques succès obtenus sur les Carthaginois les années précédentes. Les Carthaginois réagissent en cherchant à s'allier à l'autre tribu numide rivale de Syphax, les Massyles de Gaïa et de son fils Massinissa, ce qu'ils parviennent à faire et Gaïa envoie des soldats numides sur le front hispanique.
Les zones reconquises voient les terres confisquées et les habitants réduits en esclavage. La Sicile est tout entière romaine en 209, la Sardaigne étant pacifiée pour sa part entre 209 et 207 av. J.-C..
L'avancée romaine est présente également en Hispanie à partir de l'automne 218 et Rome bat les Puniques de Hannon lors de la bataille de Cissé et lors de la Bataille de l'Ebre. Maîtresse de la côte espagnole dès le printemps 217, Rome s'empare des Baléares. Les Romains battent les Carthaginois fin 216 au sud de l'Ebre.
En dépit de désastres comme en 211 qui voit la mort de Publius Cornelius Scipio à la bataille du Bétis, la prise de Carthagène par le futur Scipion l'Africain, permet aux Romains de disposer d'un avantage logistique. Avec cette victoire Rome tient deux bases maritimes majeures, Sagonte et Carthagène.
Deux armées puniques sont envoyées comme renforts. Le frère d'Hannibal, Hasdrubal est tué lors de la Bataille du Métaure, et sa tête jetée dans le camp de son frère. Le frère cadet Magon Barca ne parvient pas à fournir des renforts, après son débarquement en Ligurie.
Hannibal, invaincu militairement, est alors cantonné dans le Sud de l’Italie, en Calabre. Sa situation est particulière car il est coupé de la Gaule et de Carthage du fait de sa faible flotte. Il ne dispose jamais d'un port en Italie.

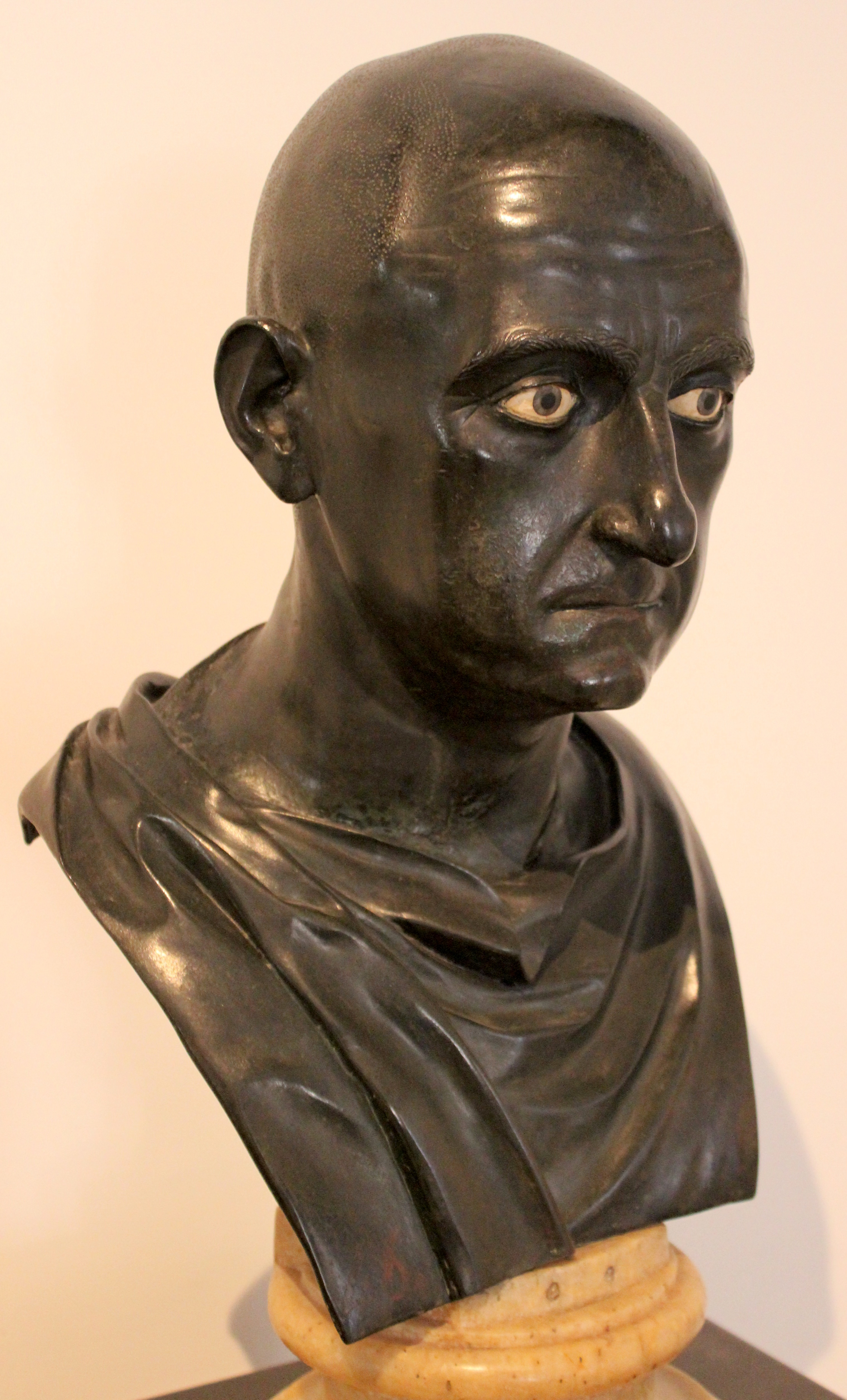
Buste en bronze anciennement identifié à Scipion l'Africain mais qui, en réalité, est probablement le buste d'un prêtre isiaque, trouvé dans la villa des Papyrus à Herculanum. Actuellement exposé au Musée archéologique de Naples.

En 206 av. J.-C., Publius Cornelius Scipio devient consul et conquiert l'Espagne barcide après une victoire décisive lors de la bataille d'Ilipa remportée contre Hasdrubal Gisco et Magon Barca. L'Hispanie ne commence à être gérée par Rome qu'à partir de 200 av. J.-C., une fois la guerre terminée.
La guerre de Macédoine se conclut en 205 av. J.-C. par la paix de Phoinikè ce qui contribue à isoler Carthage.
Cette même année, Syphax et les Carthaginois résolvent leur querelle territoriale et le roi numide épouse la fille du carthaginois Hasdrubal, Sophonisbe. Syphax est désormais l'allié de Carthage et dénonce le traité d'alliance qu'il a passé avec Scipion l'Africain. Peu de temps après, Massinissa quitte l'alliance carthaginoise pour rejoindre le parti romain pour deux raisons principales : sa rivalité avec Syphax , qui lui avait volé son royaume à la mort de son père Gaia, et les victoires romaines en Hispanie. L'alliance entre Rome et Massinissa est conclue à l'automne 206 av. J.-C. après une entrevue secrète avec Scipion.

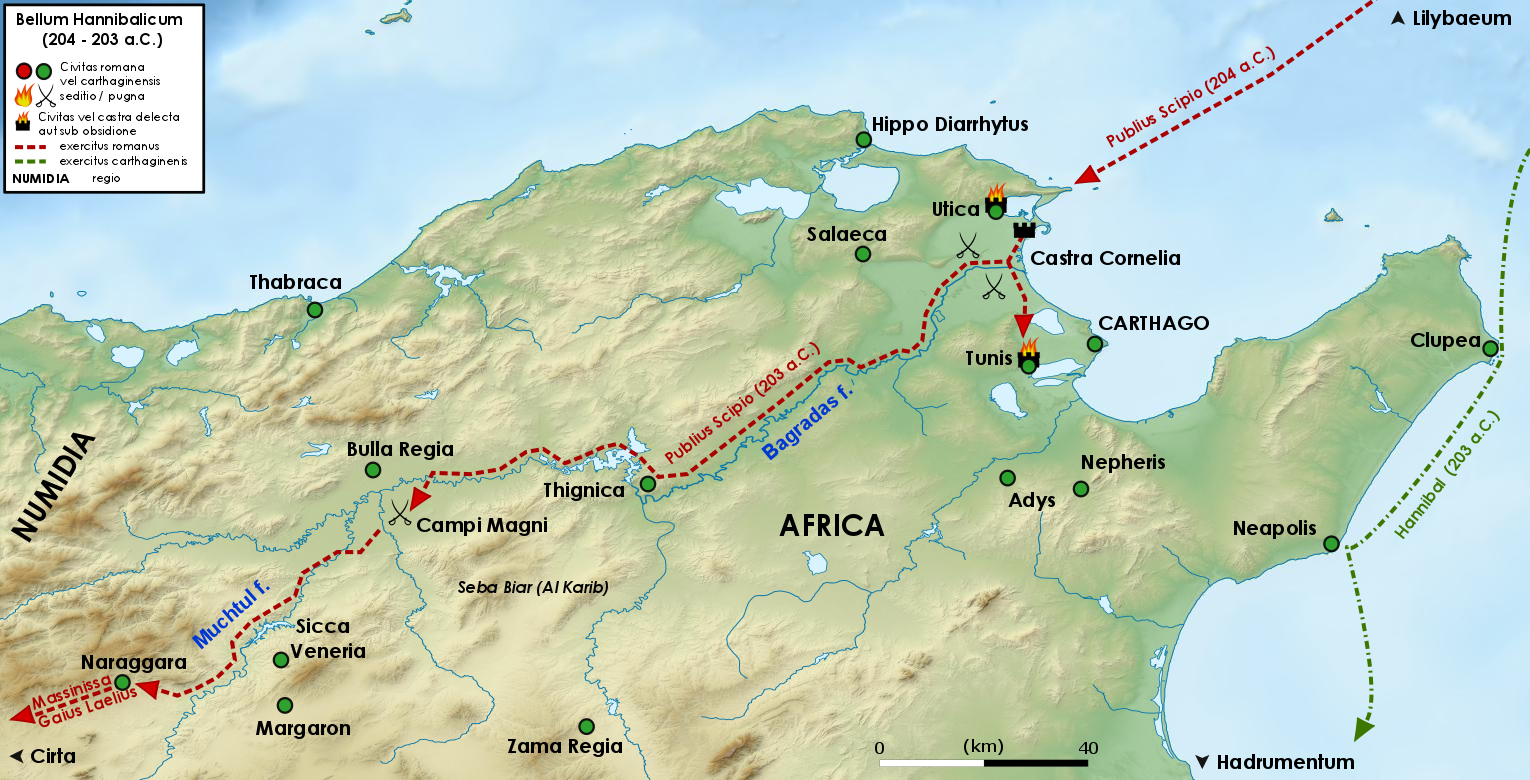
Campagne africaine de Scipion, 204-203

Scipion débarque en Afrique en 204 av. J.-C., sur une stratégie formulée dès 218 par les Scipions, et en passant par la Sicile, près d'Utique avec 25 000 soldats afin d'obliger Hannibal à retourner en Afrique pour protéger ses bases arrières. Il obtient des résultats mitigés de prime abord, en dépit de l'aide de Massinissa.
Syphax est défait et capturé par Scipion et Massinissa en 203 av. J.-C.,. Après la Bataille des Grandes Plaines, le Sénat de Carthage rappelle Magon, qui meurt de blessures durant la traversée puis Hannibal qui débarque près d'Hadrumète, à Leptis Minus. Scipion s'inspire de la stratégie d'Hannibal et acquiert des soutiens en Afrique.
Des négociations de paix échouent au printemps 202 et la guerre reprend.
Faute d'armée suffisante, l’affrontement tourne à l’avantage de Scipion, surnommé alors « l’Africain », qui dispose de troupes peu nombreuses, mais aguerries, et surtout de la cavalerie numide. Hannibal est défait à la bataille de Zama, à 30 km au nord de Maktar le 29 octobre 202, probablement dans une vallée à l’ouest de l’actuelle Siliana. Cette bataille n'est cependant pas une humiliation pour Carthage qui capitule en octobre 202 av. J.-C., sur conseil d'Hannibal. Scipion et Hannibal se seraient entretenus avant l'affrontement, selon Polybe et Tite-Live.

### Paix et conséquences

#### Paix

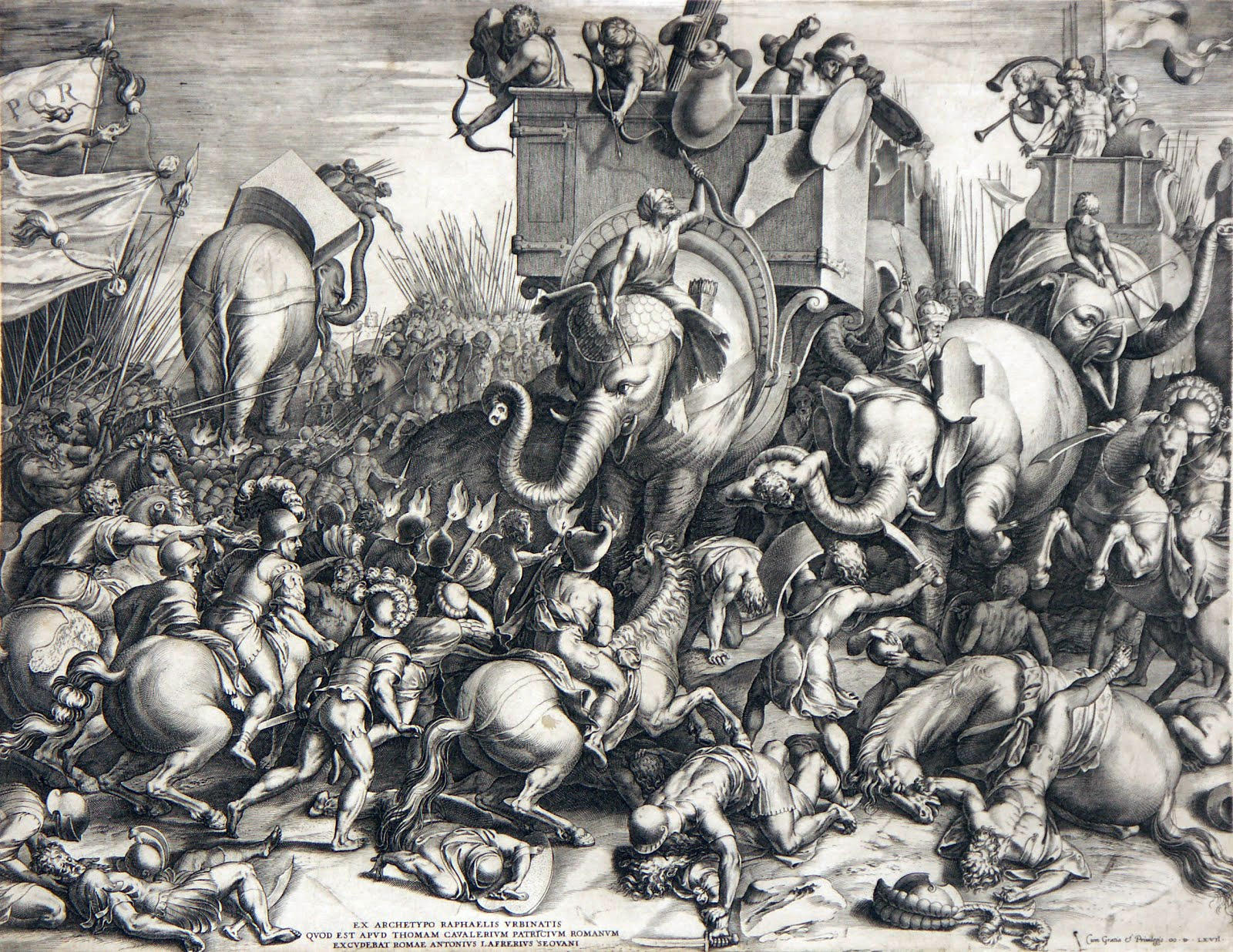
Gravure de la bataille de Zama par Cornelis Cort (1567).

Les négociations pour la paix débutent en 203 mais les préliminaires sont rompus. Le traité est signé en 201 av. J.-C.,, avec des conditions plus dures que celles de 241, un doublement de l'indemnité et une réduction du nombre de navires autorisés.
La défaite de Carthage entraîne la perte de l’Hispanie, la destruction de la flotte carthaginoise sous leurs yeux, sauf dix navires,, le renoncement aux éléphants de guerre, l’interdiction de toute action militaire sans l’accord romain et le paiement d’une indemnité de guerre, 100 otages étant livrés. Le paiement de ce tribut de 10 000 talents (258,5 tonnes d'argent) dure 50 ans,. Trois mois de vivres devaient être fournies aux troupes romaines. Les Numides sont également déclarés indépendants et les Romains reconnaissent l'aide apportée par Massinissa à la fin du conflit. Carthage se voit garantie la possession des territoires à l'est des Fosses phéniciennes. Rome se mêlait des affaires intérieures de son adversaire.
Carthage se replie sur son territoire africain, et est désormais sous la menace de Massinissa, qui a repris son royaume et l'a emporté sur Syphax ; il bénéficie d'un règne très long et d'« un puissant intérêt économique, humain et politique ». L'armée permanente numide comporte 50 000 hommes. Le roi numide a pris le pouvoir en 206 et la Numidie est protectorat romain en 203. Enhardi par se relation avec Rome et par le déclin de Carthage à la suite de sa défaite, Massinissa demande la restitution des terres ayant appartenu à ses ancêtres et prise par Carthage depuis leur installation. La clause rendait possible tous les abus.
Massinissa est prudent jusqu'en 195, mais en 193 il prend la petite Syrte et cette prise ne suscite pas de réaction chez les Romains. Dix ans plus tard, il prend un nouveau territoire et Carthage est soutenue mollement par Rome. En 172 Rome est à nouveau saisi d'une nouvelle plainte punique à la suite de la prise de 70 places en Tunisie centrale.
Lors des empiètements numides des territoires puniques, Rome est conciliante envers Carthage jusqu'en 167. À la fin de son règne, qui a construit « un véritable État centralisé et hellénisé » le royaume de Massinissa va des frontières de la Cyrénaïque à la Maurétanie. Massinissa apporte de façon constante des renforts à Rome pendant toute la durée de son règne, Rome apportant un soutien constant à son allié en retour.

#### Conséquences
Malgré la victoire finale, cette guerre marque profondément les Romains. La guerre fait de très nombreuses pertes humaines et le nombre de légions passe de 6 à 28, le Sénat sortant renforcé, tout comme le prestige de certains individus.
L'Italie change profondément suit aux ravages causés par la guerre : les propriétés terriennes se concentrent, les petits paysans cédant leurs lopins agrégés en vastes latifundia aux mains de riches propriétaires.
Malgré la rigueur du traité de paix, la cité punique retrouve sa puissance économique et offre du blé à Rome lors de la nouvelle guerre qui l'opposait aux Macédoniens. Saisissant le prétexte de la violation du traité de paix de 202 — Carthage avait levé une armée pour repousser des incursions numides — le Sénat romain décide de lancer une offensive en Afrique, avec pour but la destruction de la ville rivale.

### Second entre-deux-guerres

#### Nouvelle prospérité

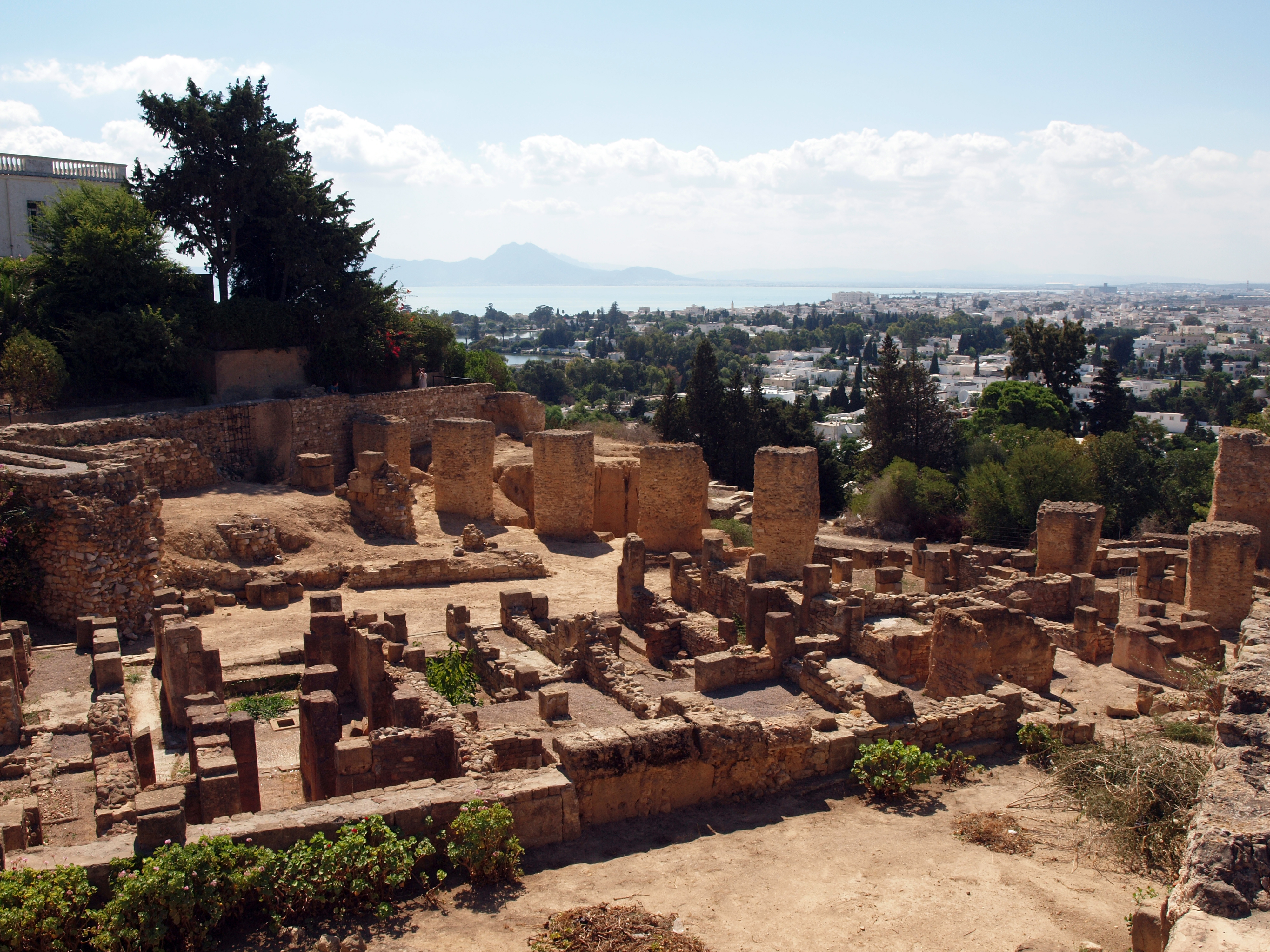
Vue du quartier Hannibal sur les flancs de la colline de Byrsa

Dix ans après la fin de la guerre, vers 191, elle souhaite payer le solde des dettes de guerre,, ce qui est refusé par le Sénat de Rome. Carthage, après la deuxième guerre punique, qui la prive de ses possessions extérieures, retrouve rapidement une prospérité du fait d'« un travail acharné » et connaît également une croissance démographique. Cette richesse est un témoin de la qualité de la mise en valeur du territoire africain que possédait la cité, qui livre des quantités importantes de blé et d'orge au vainqueur. La cité punique s'est également tournée vers le bassin oriental de la Méditerranée pour effectuer du commerce. L'archéologie cependant peut faire douter de cette richesse nouvelle : les monnaies ont en effet un titre de métal précieux qui diminue, et un appauvrissement du mobilier funéraire.
Cette prospérité possède une traduction architecturale prouvée par l'archéologie avec le nouveau quartier dit Hannibal construit sur les pentes de la colline de Byrsa, avec de l'habitat collectif, des commerces et des ateliers et les aménagements nouveaux dans les ports puniques,. Les nouveaux aménagements du port militaire semblent confirmer la volonté belliqueuse de Carthage.

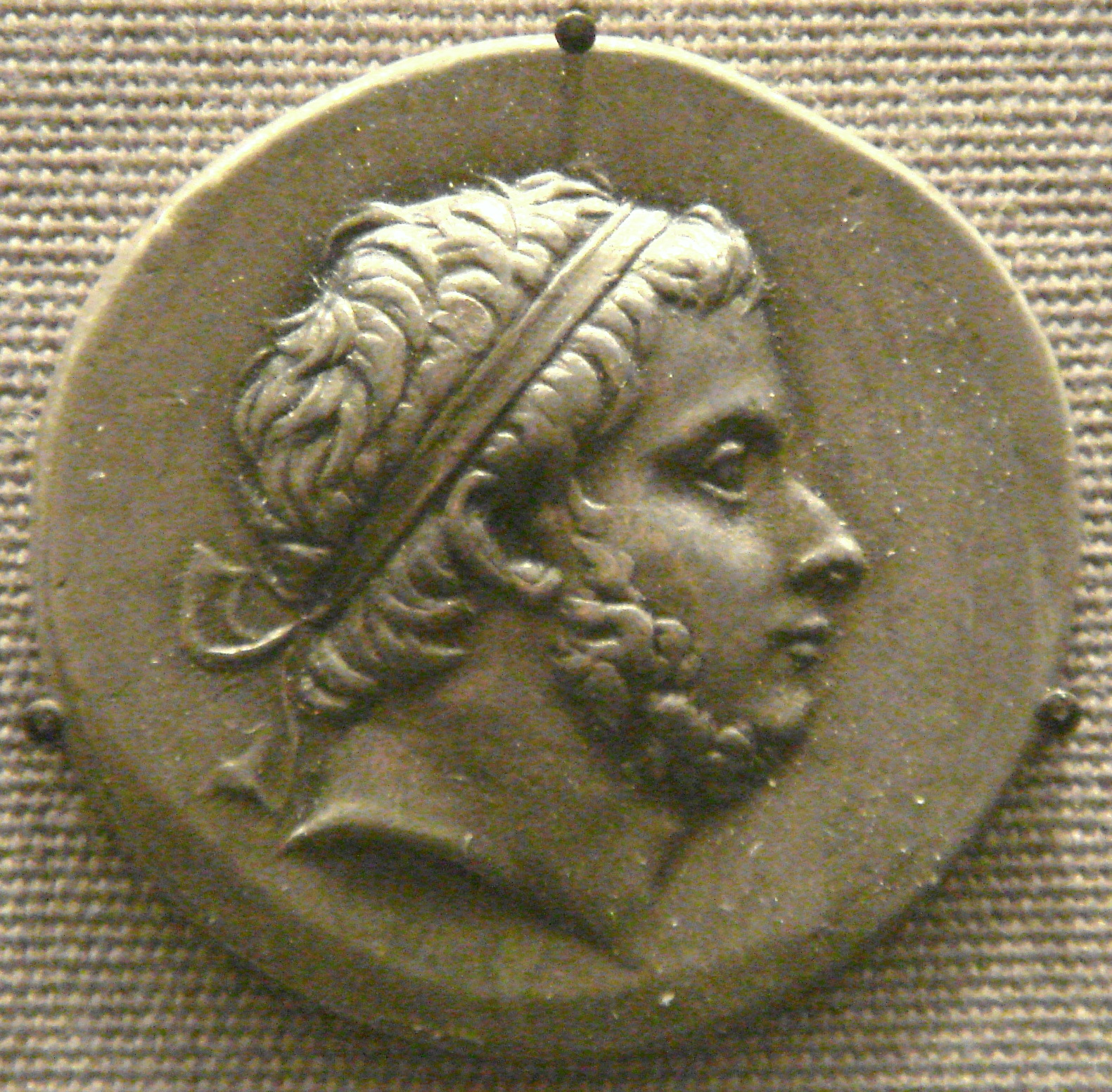
Portrait du roi Prusias Ier, roi de Bithynie, qui livre Hannibal pour sauver son royaume

Après la guerre la vie publique reprend dans la cité punique, avec des luttes politiques. Rentré sans problèmes à Carthage et retiré des affaires publiques en 200 s'occupant de la mise en valeur de la Byzacène, Hannibal après la guerre se retire dans les terres d’origine de sa famille, près d’Hadrumète (actuelle Sousse). Hannibal est rappelé par le peuple de Carthage pour pallier la situation difficile et il occupe un rôle de premier plan en 196-195 étant élu suffète. Une fois au pouvoir, il dénonce la corruption du gouvernement comme étant à l’origine de la défaite de la première guerre punique, ce qui lui attire des haines mortelles. Il prend des mesures en faveur de la population, tentant de réformer la constitution de sa ville ce qui lui attire des inimitiés parmi le Sénat de Carthage. Dénoncé comme préparant une nouvelle guerre à Rome, il s'enfuit à Hadrumète, Kerkenna puis Tyr, enfin chez Antiochos III en Syrie puis en Bithynie, où il se suicide en 183-182,, trahi par le roi Prusias. Selon Diodore Carthage aurait souhaité intervenir militairement comme allié en Syrie mais l'aide est refusée par les Romains.
Les factions puniques se partagent entre une faction démocratique héritière des Barcides favorable à la lutte contre Massinissa et une faction aristocratique favorable à la paix, derrière Hannon le Grand. Une faction favorable à Massinissa et à la mainmise du roi numide sur l'Afrique du Nord aurait également émergé, certains membres étant bannis lors de la prise de pouvoir par la faction démocratique.

#### Temps des menaces
Carthage est attaqué de manière presque continue par Massinissa, allié des Romains. Massinissa est très âgé et son royaume peut être menacé par une disparition. Les empiétements concernent à la fois la zone littorale, l'ouest et le centre de la Tunisie actuelle. En 167 il est autorisé par son allié de s'emparer des Emporias de Grande Syrte. Burgeon considère que ces événements datent de 193. La mainmise sur ces établissements, dont Leptis Magna, permet à Massinissa de s'emparer d'une riche zone commerciale et de s'affirmer comme roi hellénistique. Il s'empare des Grandes Plaines peut-être la région de Makthar en 152, comportant environ 50 localités. Il prend également la moyenne vallée de la Medjerda et Tusca.
Le territoire carthaginois au moment de la troisième guerre punique était de 20 000 à 25 000 km2. Burgeon considère que l'alliance avec Massinissa est destinée à affaiblir Carthage du fait des coups de boutoir subis. La cité envoie une ambassade à Rome pour protester contre les prises de possession de Massinissa, qui envoie également des émissaires : Rome ne décide rien mais maintient le statu quo issu du tour de force du Numide. En 174-173 Massinissa prend plus de 70 villes et Carthage proteste une nouvelle fois par une ambassade à Rome l'année suivante. Gulussa fait partie d'une ambassade numide en 172, puis l'année suivante ; cette dernière ambassade se serait conclue par un arbitrage favorable à Carthage.
La faction favorable à Massinissa est expulsée de Carthage, et se réfugie auprès du roi numide.
Des ambassades successives sont envoyées dans la cité punique, dont une en 153 av. J.-C. menée par Caton l'Ancien, à la suite de nouveaux empiètements. Les Carthaginois doutant de la neutralité de l'ambassade en refusent l'arbitrage. Carthage menée par Carthalon avait préalablement tenté de stopper Massinissa, mais le parti décidé à en découdre avec le roi numide monte en puissance. La politique à Rome était traversée au même moment d'alliances fluctuantes. En 152 une ambassade romaine comporte Scipion Nasica.
La vigueur retrouvée de la cité punique constatée, son réarmement suscite des craintes de la part des Romains, une faction politique étant décidée d'en finir devient majoritaire vers 150 ou 152-151. En 151 avant J.-C. le tribut est totalement payé, et un parti anti-romain prend de l'importance à Carthage. Rome est de son côté libérée par la victoire en 150 dans la péninsule ibérique de Scipion contre les Celtibères, elle a les coudées franches pour régler la question punique.

## Troisième guerre punique et victoire finale de Rome sur Carthage

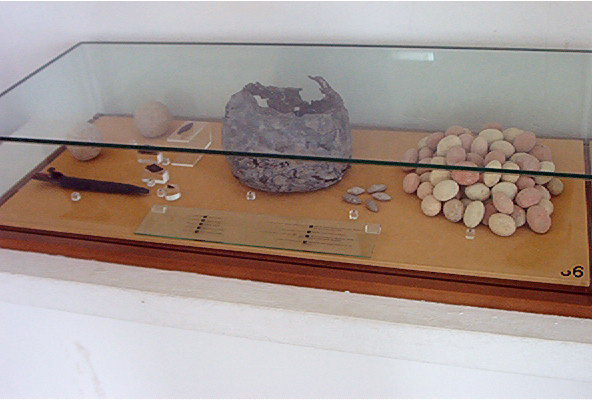
Vitrine avec des éléments du siège au musée national de Carthage.

La troisième guerre punique consiste en une campagne destinée à amener les troupes romaines à pied d’œuvre pour le siège de Carthage, qui dure trois ans de 149 à 146 av. J.-C. du fait de la résistance dont fait preuve la population.
Ce dernier conflit, voulu avec « un cynisme révoltant » est qualifié par Claude Nicolet de « guerre d'extermination, et presque un génocide », qui marqua durablement ses contemporains. Hours-Miédan considère la position romaine comme « de la plus insigne mauvaise foi, comme lors de la première guerre punique, (…) [et déclenché] sans motif valable (…) alors que Carthage manifestait son désir de paix ». Alors que la ville est désarmée, la guerre dure trois ans.

### Casus Belli

#### Delenda est Carthago

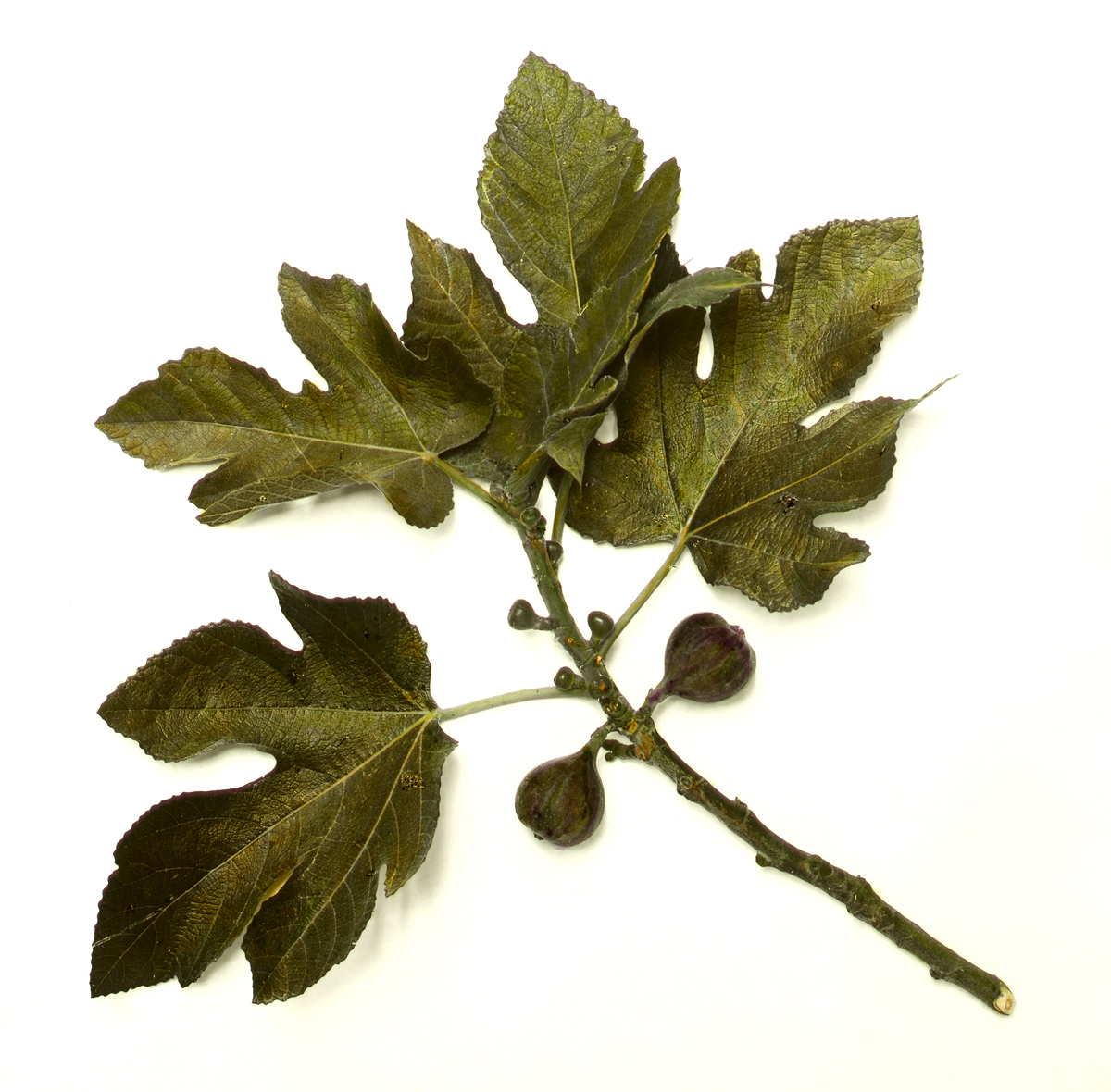
Figue et feuilles de figuier

Poussés par la crainte d’avoir à affronter à nouveau les Carthaginois, les Romains en vinrent à envisager la destruction totale de Carthage.
Dès 152 av. J.-C., Caton le Censeur en visite à Carthage pour une ambassade supposée intercéder entre Carthage et Massinissa s'inquiète du renouveau de la richesse et de la puissance carthaginoise, car cette dernière n'a à cette période plus d'empire à entretenir. L'économie de la cité, tant l'agriculture, le commerce que l'artisanat, était florissante en dépit des coups de boutoir du roi numide et la société s'hellénisait de plus en plus,.
De retour à Rome, Caton l'Ancien brandit au Sénat de magnifiques figues provenant de Libye en mentionnant que la cité qui les produit n'est qu'à trois jours de navigation de l'Urbs,. Peu de sénateurs sont dupes de la manœuvre habile de la part de Caton car beaucoup savent que le voyage entre Rome et Carthage dure au moins six jours, quatre dans les situations de vents favorables et que lesdites figues proviennent d'un domaine de Caton en Italie, mais les Romains se préparent peu à peu à une nouvelle guerre contre Carthage.
Caton souhaite démontrer la proximité menaçante, et martele en leitmotiv la phrase fameuse Delenda Carthago est (Carthage doit être détruite !). Désormais, entre 153 av. J.-C. et 149 av. J.-C., jusqu'à sa mort, Caton termine l'ensemble de ses discours par la célèbre phrase. Pour motiver ses partisans, Caton rappelle les atrocités commises par l'armée d'Hannibal Barca en Italie lors de la seconde guerre punique, guerre à laquelle il a participé.
Caton dans son discours souhaitait mettre en avant des « portées géostratégique et psychologique »;. La postérité de la phrase de Caton est liée au mythe et à la fin tragique de la cité punique. Pour Burgeon l'objectif de l'orateur est la lutte contre l'hellénisme qui a pénétré profondément dans la cité punique et qui menace les valeurs morales romaines.
La majorité du Sénat romain se rallie à la proposition de Caton, et Scipion Nasica (neveu de Scipion l'Africain) qui prône une approche pacifique avec Carthage représente le parti minoritaire,. Nasica craignait tout à la fois, à la suite de la disparition de Carthage, la puissance des Numides et des problématiques internes à la République romaine.

#### Causes de la guerre
Polybe devait développer dans un de ses livres les causes de la guerre, malheureusement cet ouvrage est perdu. Selon Burgeon « la prudence commande que l'on se garde de choix tranchés » pour les motivations romaines.
La peur de la prospérité retrouvée de Carthage et d'un éventuel réarmement a pu constituer un élément. Les annexions de Rome seraient liées à cette crainte. La mauvaise foi punique légendaire, et la décadence supposée de la constitution de la cité punique devenue une ochlocratie constitue une « justification morale de la conquête ».
La soif de butin escompté par la victoire sur une cité opulente est aussi une raison, d'autant que les victoires permettaient un enrichissement de nombre de citoyens de classes sociales différentes. La conquête permettait aussi de se débarrasser de concurrents commerciaux et de mettre à disposition de Rome les richesses agraires de la ville.
Le territoire réduit de la cité punique ainsi que les conditions de paix faisait qu'elle n'était plus source de danger. Pour Rome la raison géostratégique était malgré tout importante et il fallait contenir l'allié Massinissa, l'empêcher de conquérir le territoire punique et de devenir « un allié trop encombrant ». Cependant la thèse est fragile du fait de l'âge du roi numide et du système de succession qui entraîne une scission du royaume du défunt. Rome aurait souhaité également récupérer un site particulièrement favorable aux échanges tant vers la Méditerranée que vers l'Afrique.
La guerre s'inscrit dans le cadre de l'impérialisme romain, débuté avec la deuxième guerre punique selon Carcopino. Selon Burgeon la troisième guerre punique est le signe d'un « impérialisme intentionnel ».

#### D'une guerre à l'autre
Une ambassade numide menée par Micipsa et Gulussa est attaquée et obligée à rebrousser chemin. Massinissa reprend les attaques et fait le siège d'Oroscopa et Carthage lève une armée pour lui faire face, épaulée par des cavaliers numides et commandée par Hasdrubal le Boétharque.
Quelques mois plus tard, Carthage intervient contre Massinissa en 150 av. J.-C.. Hasdrubal se fait enfermer dans une place-forte, et subit un siège : avec la famine et les épidémies, il négocie avec le roi numide et son armée ne rentre dans la capitale punique qu'en lambeaux et avec une indemnité de guerre de 5 000 talents à payer en 50 ans ainsi qu'un rappel des citoyens puniques favorables au roi numide et frappés d'exil. Ces partisans sont rappelés et ceux du parti nationaliste sont exilés ou s'enfuient.
Selon Rome, Carthage viole le traité de 201 av. J.-C. conclu pour mettre fin à la deuxième guerre punique. Deux délégations puniques à Rome ne reçoivent aucun souhait de la part de cette dernière pour éviter la guerre. Utique, vieille rivale de Carthage, offre son aide à Rome non mécontente de disposer ainsi d'une tête de pont non négligeable à partir de 149.
Rome décide la guerre et envoie une ambassade dans le même temps, formulant des demandes envers la cité punique. Elle demande alors à la cité punique 300 otages de la haute société punique à livrer en Sicile et débarque à Utique, aux Castra Cornelia. Les otages sont livrés et envoyés à Ostie.
La délégation carthaginoise qui se présente en 149 av. J.-C. devant le Sénat romain n'obtient pas le droit de s'exprimer et offre la deditio de leur ville. Des émissaires puniques se voient présentées de nouvelles exigences. Rome demande la flotte et des armes inutiles à la suite de la deditio. 200 000 armes et 2 000 catapultes, sont envoyées à Utique au printemps 149.
Les Romains exigent ensuite que les habitants quittent la ville, qui devait être détruite, pour s'installer à environ 15 km de la mer, et abandonnent leurs cultes, des exigences inacceptables pour Carthage car le renoncement au caractère maritime condamnait la cité à mort. La ville tente en vain de jouer la fibre religieuse pour faire renoncer. La deditio formulée par Carthage donnait le droit à Rome d'agir de la sorte, la procédure étant une reddition sans conditions. L'acceptation est un signe de l'ignorance punique du droit romain.
Les députés puniques annoncent la nouvelle à leur retour, et des émeutes s'ensuivent durant lesquels des sénateurs partisans de céder aux précédentes demandes des Romains sont massacrés, tout comme des Italiens présents,. La guerre est alors déclarée peu de temps après par le Sénat punique, qui enrôle des esclaves préalablement affranchis. Une trêve d'un mois demandée est refusée.

### Début de la guerre et opérations militaires

#### Début de la guerre
Rome dispose d'environ 50 000 hommes qui passent en Sicile au printemps 149. Selon Slim, Mahjoubi, Belkhodja et Ennabli les effectifs sont de 80 000 fantassins, 4 000 cavaliers et 50 quinquérèmes.
Carthage fait appel à Hasdrubal le Boétharque pour la défense extérieure de la ville, un autre dénommé Hasdrubal « apparenté à Massinissa » s'occupant de la ville. Elle prépare sa défense en fabriquant des armes dans l'été 149, les femmes offrant leurs cheveux, pour faire des cordes de catapultes et leurs bijoux. Carthage récupère des biens de la part des cités qui lui étaient fidèles, pareillement pour Rome. Le roi numide Massinissa n'est pas prévenu des intentions romaines, et en prend ombrage en refusant d'offrir de l'aide demandée. Une aide proposée par la suite est refusée.
Le commandement romain est d'abord médiocre, face à un site bien défendu : le siège est défavorable à l'armée romaine face à un site dont la presqu'île est entourée de murs. Le mur qui coupe l'isthme sur 5 km est selon Appien triple et chaque partie est épaisse de plus de 8 m et comporte deux étages, possédant des tours tous les 60 m. La défense est en outre assurée par 300 éléphants, 12 000 chevaux et 720 000 soldats. Selon Lancel il s'agit plus vraisemblablement d'une « triple ligne de défense », avec un fossé, un petit mur précédant le haut mur.
Les opérations militaires sont conduites d'abord par deux consuls, Manius Manilius, chargé des troupes terrestres et Lucius Marcius Censorinus chargé pour sa part de la flotte. Les deux consuls tentent une approche du côté de l'isthme et du côté nord du lac de Tunis, sans succès en dépit de l'ouverture de brèches. Les Romains n'escomptent pas une telle résistance chez leurs adversaires, « désarmés par traîtrise ». L'armée romaine est également touchée par la maladie, peut-être la peste pulmonaire, en relation avec les températures excessives et la présence du lac de Tunis, contraignant un déplacement. La flotte romaine quant à elle est endommagée par des embarcations enflammées envoyées contre elle par les Carthaginois. Censorinus quitte le siège de Carthage pour présider des élections aux Comices centuriates à l'automne 149 et rentre en prenant Zembra.
Outre l'armée enfermée dans la ville, les assiégeants doivent faire face à une armée de 10 000 fantassins et 2 000 cavaliers menée par Hasdrubal. Les Romains tentent de se ravitailler sur le pays mais ils sont pourchassés par Hamilcar Phaméas. Scipion Emilien remporte plusieurs faits d'armes et sa notoriété grandit.
Manilius décide d'attaquer Hasdrubal à Néphéris, près du djebel Ressas. Ne suivant pas les conseils de Scipion, l'armée romaine est contrainte à la retraite. Scipion sauve des manipules détachés du groupe et obtient une couronne de la part de ses troupes.

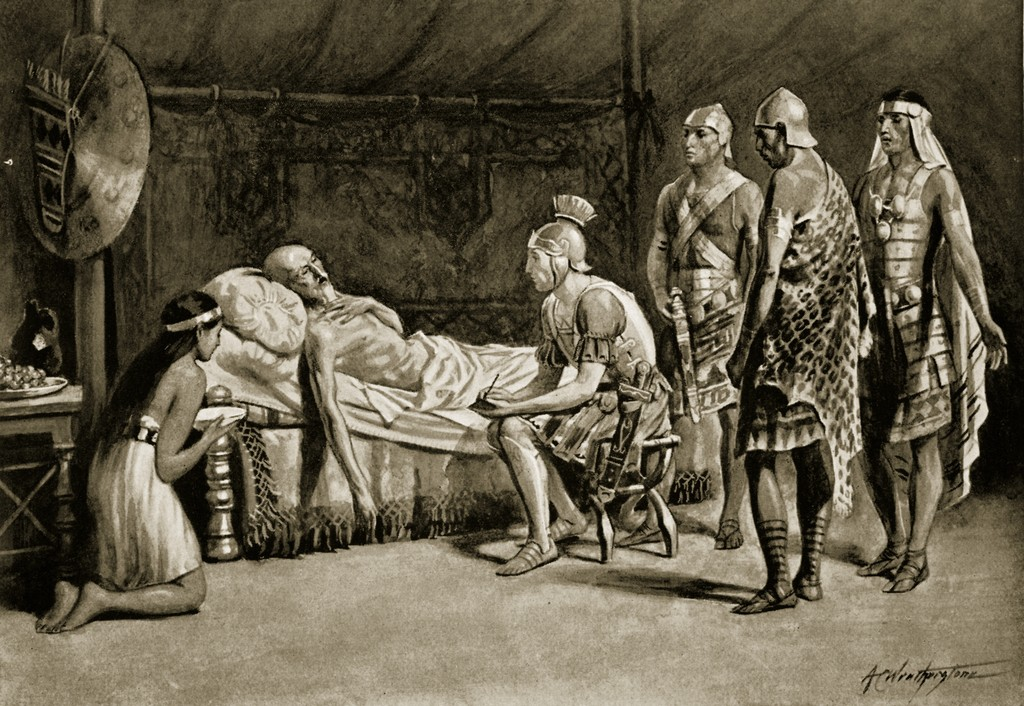
Scipion auprès de Massinissa sur son lit de mort, lithographie de A.C. Weatherstone

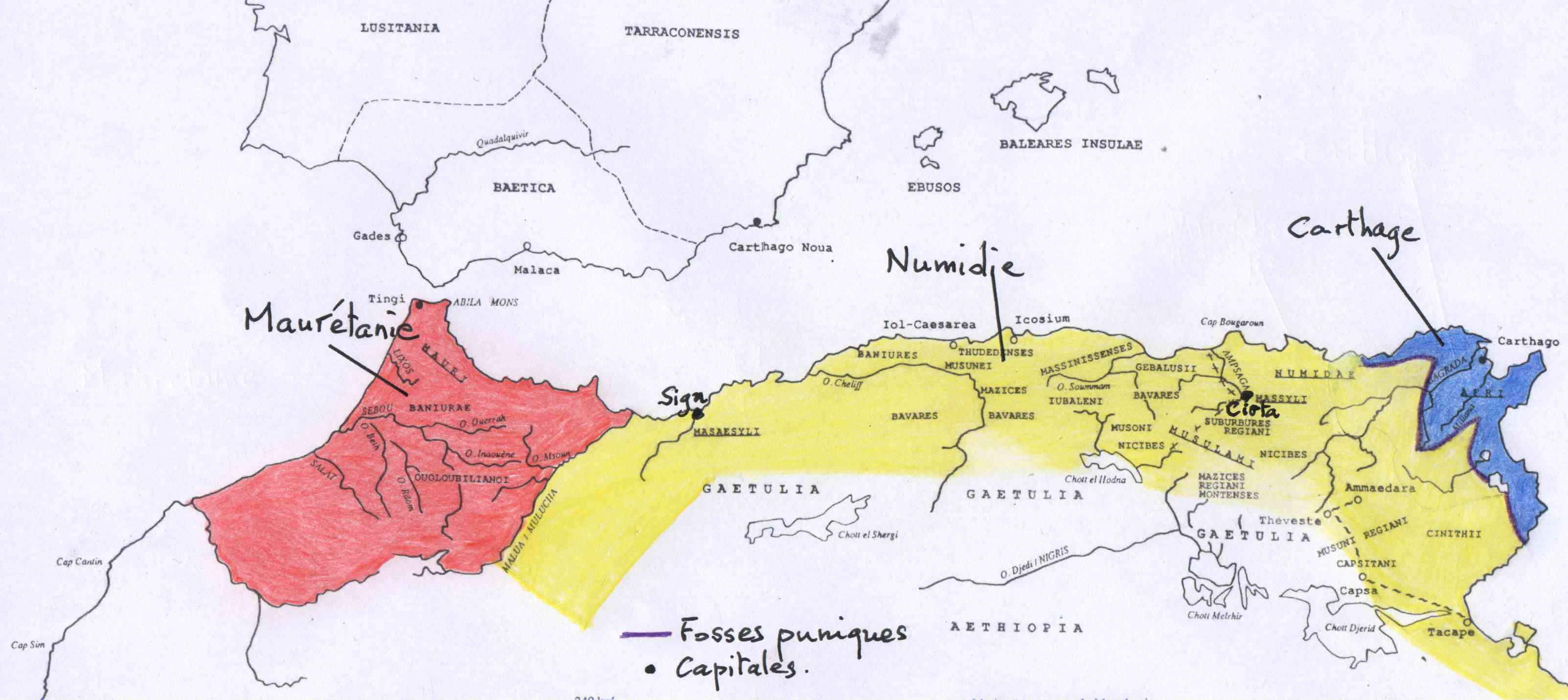
L'Afrique du Nord à la mort de Massinissa

Le vieux roi Massinissa meurt en 148, au début de l'année, à l'âge de 90 ans. Scipion était proche du roi numide. Au printemps 148 Scipion avait été invité par le roi mourant pour l'aider pour sa succession et il le désignait exécuteur testamentaire : les fils issus de concubines sont écartés et les trois fils légitimes, Micipsa, Gulussa et Mastanabal se partagent les compétences tout en étant tous les trois rois, dans l'intérêt de la mainmise de Rome sur le royaume. Gulussa aide le romain, et des défections dans le camp punique se font jour.
Une nouvelle tentative de Manilius contre les Puniques de Néphéris échoue à nouveau. Cependant, Phaméas change de camp et rejoint Scipion avec ses hommes. Manilius est remplacé par Calpurnius Pison à la tête de l'armée, qui arrive au printemps 148 sur le théâtre des opérations avec son propréteur L. Hostilius Mancinus. Les nouveaux venus trouvent une armée romaine découragée.
Les Romains changent de stratégie et choisissent d'attaquer les établissements externes de Carthage pour saper son ravitaillement, ainsi Kélibia, Néapolis ou Hippagreta, en dépit de promesses faites aux habitants. Cette attitude entraîne des défections numides vers le camp punique, Hasdrubal tentant une approche envers Micipsa et Mastanabal. Les Carthaginois promettent d'aider Andriscos pour maintenir une pression contre Rome sur un second front, mais ce dernier est écrasé en 148

#### Guerre de Scipion le second Africain
Les opérations sont menées à bien par Scipion Émilien, qui en vient à bout et est surnommé pour cela « Scipion l'Africain » (ou « Scipion le second Africain » pour ne pas être confondu avec son prédécesseur Scipion l'Africain). Scipion revient avec Phaméas début 148 et, à partir de son retour, les Romains connaissent une suite de victoires.
En décembre 148 Scipion, porté par le peuple, est élu consul en dépit de l'opposition de Spurius Postumius Albinus Magnus, second consul, pour des raisons d'âge. Il est consul en même temps de Caius Livius Drusus. Des volontaires sont recrutés en Italie et en Afrique et Scipion est de retour en Afrique au printemps 147.

Plan de la cité punique, théâtre ultime des opérations.

Mancinus, qui avait débarqué au printemps 147 près de Gammarth, lieu rendu difficile par la nature, ou Sidi Bou Saïd est secouru par Scipion. Il faut noter un désaccord des sources sur les qualités militaires de Mancinus, qui accède au consulat en 145. La prise de la ville est selon Burgeon une œuvre conjointe de Scipion et de Mancinus, cependant il est en situation délicate.
Scipion rétablit la discipline dans l'armée romaine. Il attaque Mégara, faubourg de Carthage, au printemps 147 et sur deux côtés simultanément. L'attaque a lieu dans l'angle nord-ouest des fortifications et la tête de pont est établie à partir d'une tour appartenant à un particulier. Les troupes puniques se replient à Byrsa, la vieille ville. Au printemps 147 la majeure partie du faubourg est conquise, Hasdrubal le Boétharque fait torturer et massacrer des prisonniers romains sur le rempart ainsi que des sénateurs qui lui sont hostiles.
Durant l'été 147 tout Mégara passe aux Romains et Scipion fait creuser des fossés dont un sur les 4,5 km de l'isthme. Il fait construire une sorte de rectangle pourvue d'un mur et d'une haute tour face à Carthage. La perte de Mégara crée la disette, voire la famine dans la cité punique qui ne peut désormais se ravitailler que par la mer. À ce stade 30 000 soldats et ouvriers la défendent.
Scipion décide de bloquer l'accès au port en créant une digue. Les installations du port militaire sont refaites un peu avant le milieu du IIe siècle et les archéologues ont pu déterminer une capacité d'accueil de 170 navires. Les navires étaient construits selon un mode stéréotypé permettant une construction rapide, selon les éléments issus des fouilles des Épaves puniques de Marsala. Les Puniques créent un autre accès pour leur port et 120 navires en moins d'un an. Une flotte est bâtie avec les poutres des maisons mais l'effet de surprise est manqué, la bataille navale n'eut malheureusement pour la cité punique pas de résultat décisif.
Les Romains arrivent à accéder au port à partir de la digue, une brèche dans la muraille ne pouvant être colmatée par une contre-attaque punique vite matée. Poussé par la situation désespérée de la cité assiégée, Hasdrubal tente de négocier avec Gulussa à l'automne 147. Le Numide rend compte de la discussion à Scipion, qui en retour charge Gulussa de proposer la vie sauve à Hasdrubal ainsi qu'à dix familles, proposition que le Punique rejette.
Les Romains occupent l'hiver 147-146 à anéantir les résistances au cap Bon. Néphéris ravitaillait Carthage et devait être enlevée pour mettre fin à la guerre. Une armée est détruite à Néphéris et le combat est très déséquilibré, aucun renfort ne pouvant être apporté aux assiégés. Au bout de trois semaines de siège au début 146, la ville est prise par un stratagème : concentrés sur une action visant les failles dans les murs de la cité, les alliés de Carthage sont trompés par une autre attaque décisive.
Scipion procède à une cérémonie religieuse, l'evocatio et la devotio des divinités de l'adversaire, sans doute Baal Hammon et Tanit ou Junon et Saturne dans l'interpretatio romana.

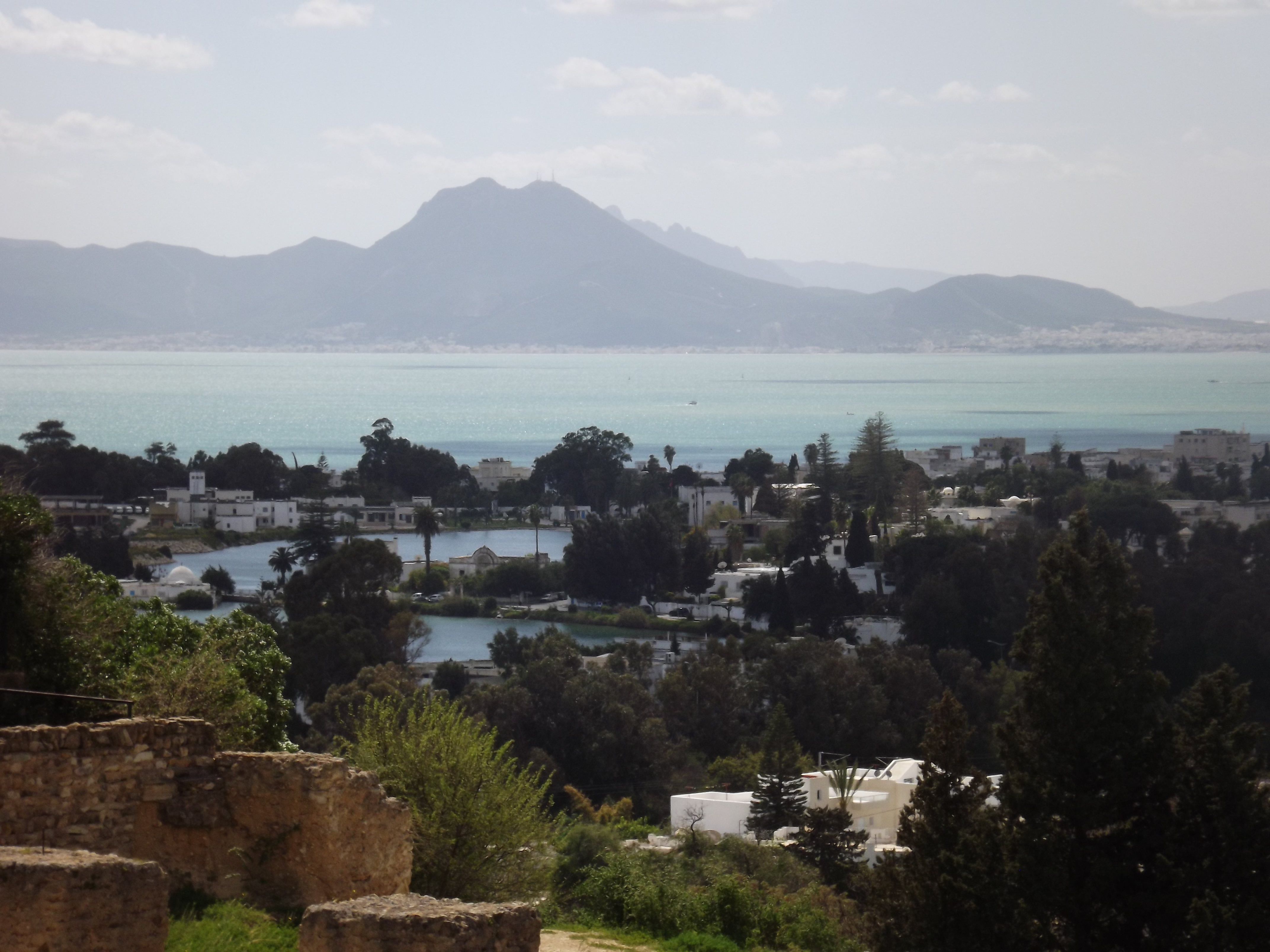
Vue des ports puniques de Carthage depuis la colline de Byrsa

L'assaut final est donné au printemps 146 au cothon, le port commerçant, les Carthaginois incendiant les installations pour ralentir en vain les assaillants. Après avoir pris le port circulaire les soldats prennent l'agora de la ville et dépouillent la statue d'Apollon de feuilles d'or, et elle est envoyée ultérieurement non loin du Circus Maximus. Les derniers défenseurs gagnent la citadelle, Byrsa, lieu militaire mais aussi religieux car lieu du temple d'Eshmoun (Carthage).
Le siège s’achève en 146 av. J.-C. par la destruction complète et l'incendie de la ville, après une guerre de rues particulièrement féroce, partie de la zone des ports par une brêche. La bataille fait rage pendant six jours et six nuits, délai symbole de « la fin d'une lutte » ou plus de huit jours.
Le siège final de la citadelle située sur la colline de Byrsa passe par des combats de rues, pourvues de maisons à étages ; trois rues menaient de l'agora à Byrsa. Les assaillants luttent dans chacune des habitations pour avancer, se décidant d'incendier les édifices. Les habitants sont écrasés par les chevaux et les chars, atrocités citées par les sources et confirmées par les fouilles françaises de la colline de Byrsa. Les archéologues ont retrouvé des traces d'aménagements et des combats (corps, balles de frondes, armes).
le septième jour une délégation demande la vie sauve. 50 000 personnes sortent de la citadelle selon Appien, chiffre à ramener plutôt à 30 000 du fait de la superficie du site. 1 000 ou 900 personnes restent enfermées dans le temple d'Eshmoun. Le dernier combat se tient au sommet de la colline, dans le temple.

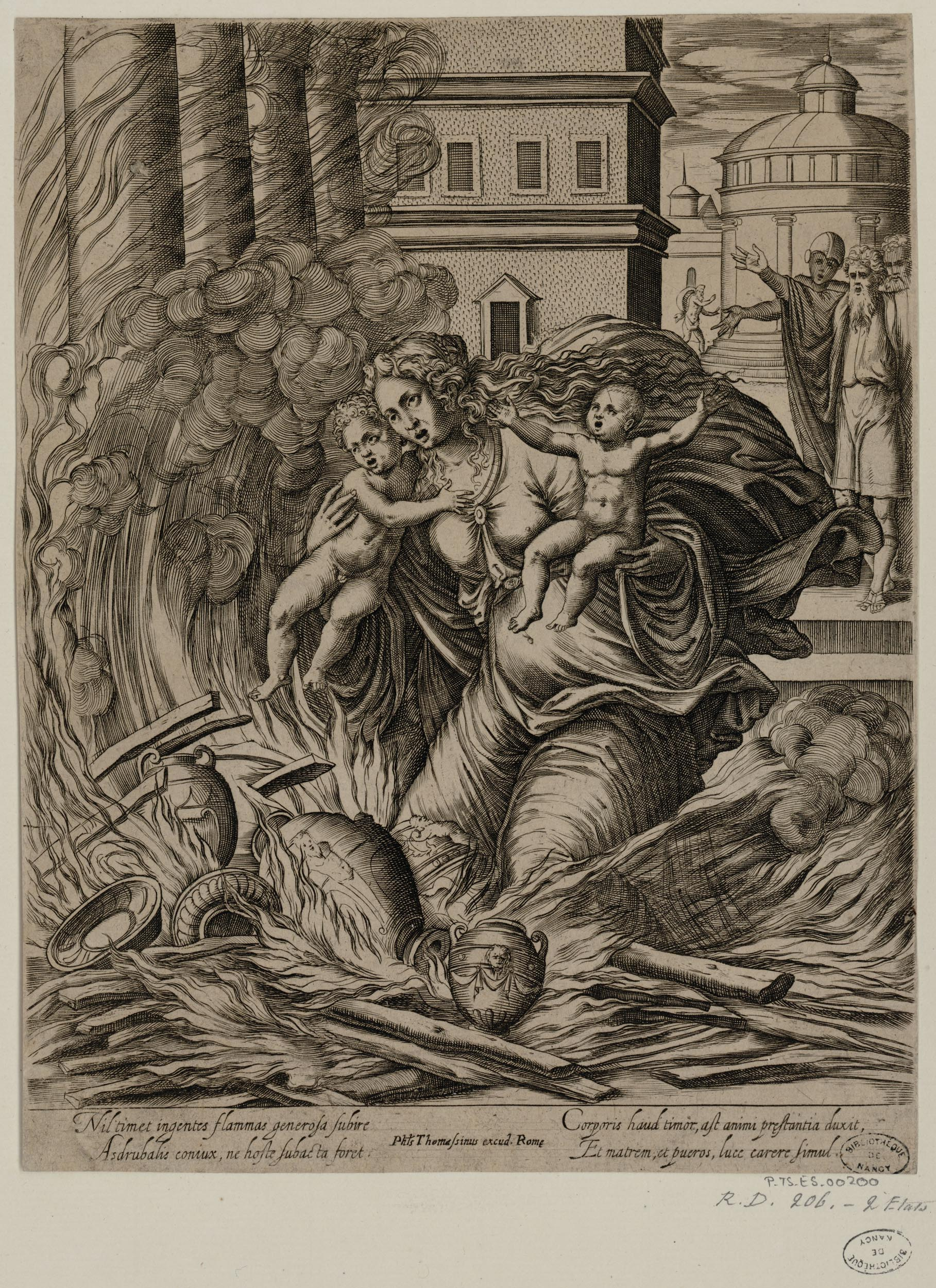
Le suicide de la femme d'Hasdrubal et le double infanticide selon Pierre Woeiriot.

Hasdrubal le Boétarque se rend à Scipion et implore sa pitié, muni de stemmata, « bandelettes de suppliant ». Le Romain accorde une trêve aux derniers défenseurs. L'épouse du Boétharque, Sophonisbe ou non nommée, se suicide en se jetant dans les flammes, « telle une nouvelle Didon », suivie de ses enfants et d'un millier de survivants, « préférant les flammes à la honte ». Elle aurait égorgé ses enfants au préalable à un discours en direction du vainqueur et l'invitant à punir son mari qui « avait trahi sa patrie, ses dieux et ses enfants », avant d'incendier le temple. L'incendie se poursuit pendant six jours, dix jours selon Diodore,.
Diodore de Sicile évoque une scène entre Scipion Emilien et Polybe : Scpion pleure et répond à Polybe qui lui demande la raison en citant des vers de l'Iliade : « Un jour viendra où périra Ilion [Troie], la ville sainte, où périront Priam et le peuple de Priam, habile à manier la lance », : il craint qu'un destin funeste advienne à sa patrie. Scipion est ainsi dépeint comme « un héros non dépourvu d'émotions et empreint d'humanité » et la scène est « plausible ».

### Légende et conséquences

#### Destruction et pertes humaines
Rome fête la victoire par des jeux. La vaincue est pillée par les soldats même si Scipion fait mettre de côté les richesses des temples, se gardant de récupérer quoi que ce soit. La ville est détruite sur ordre du Sénat mais des vestiges importants subsistent à certains endroits ainsi sur les flans de Byrsa, avec une élévation allant jusqu'à 3 m,.
La légende du sel semé sur les terres pour les rendre infertiles par crainte de la résurrection de la puissance de Carthage, répandue par Sozomène et Boniface VIII a été diffusée dans les années 1930 par Hallward puis battue en brèche par de nombreux historiens, le sol étant néanmoins déclaré sacer, c’est-à-dire maudit lors d'une cérémonie que nul ne devait habiter. Rome « garde le cadavre » selon l'expression de Mommsen. Le territoire de Carthage devient ager publicus.
Avant le début du siège, la population de la capitale punique est estimée entre 200 000 et 400 000 habitants. Strabon évoque le chiffre de 700 000 habitants mais il n'est pas réaliste. La prise de la ville, « premier génocide de l'histoire » selon Kiernan aurait entraîné la mort de 150 000 personnes. Non loin de Byrsa, Alfred Louis Delattre a fouillé deux fosses communes contenant plusieurs centaines de corps,,. Ces morts auraient été inhumés par des Carthaginois prisonniers après la prise de la ville selon une interprétation.
En 146 av. J.-C., après la prise de la ville, Scipion Emilien envoie 55 000 habitants en esclavage dont 25 000 femmes. Kiernan affirme donc que les Romains n'ont donc pas massacré les survivants, contrairement aux Athéniens lors de la prise de Mélos en 416 av. J.-C.. Des survivants ont migré dans le monde grec.

#### Survie de l'Afrique punique

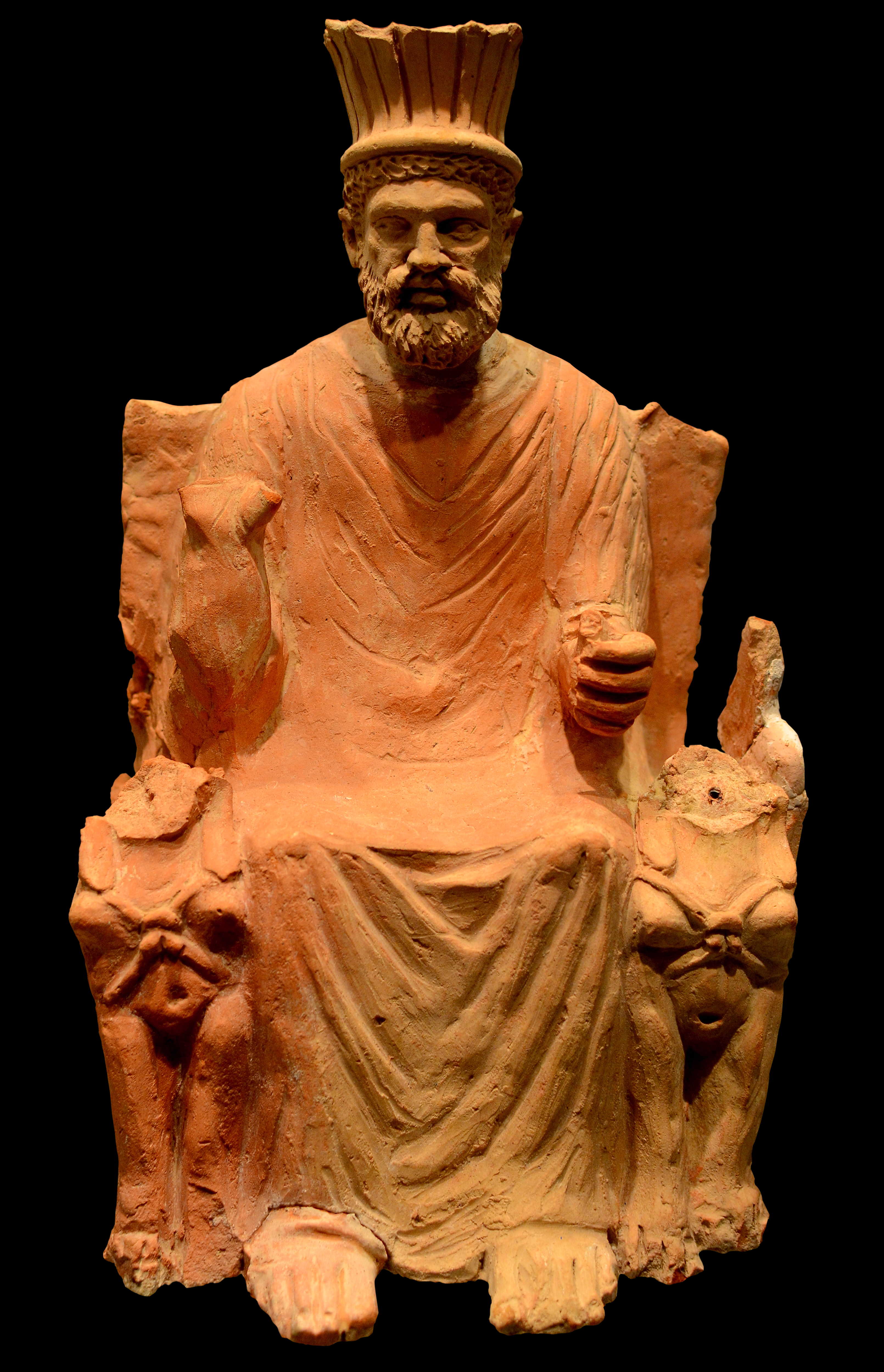
Statuette de terre cuite représentant Baal Hammon découverte dans les fouilles du sanctuaire de Thinissut, démontrant la survie de la religion punique un siècle après la fin de Carthage

L'Afrique anciennement punique continue de l'être : la civilisation ne s'effondre pas avec la chute de la cité d'Hannibal et perdure longtemps, et s'appelle à partir de ce moment néo-punique. La langue et la religion se maintiennent. Septime Sévère, né à Lepcis Magna, avait des membres de sa famille qui ne parlaient que le punique. Deux siècles après la destruction de Carthage, des inscriptions continuent d'être gravées dans cette langue, y compris en Sardaigne jusqu'au IIe siècle de notre ère. La religion persiste : les deux divinités principales de Carthage, Tanit et Baal Hammon, sont appelées Saturne africain et Junon Caelestis et font l'objet d'un culte important jusqu'à la christianisation de la région. Les titres des institutions carthaginoises, comme ceux de suffètes ou rabs, continuent d'être utilisés dans les cités jusqu'au règne de Marc Aurèle. Le processus d'acculturation à Rome, lent, ne sera jamais total.
Avec la chute de Carthage, les Romains épargnent sept cités puniques et en rasent cinq autres, dont Tunis et Aspis. De grandes cités puniques s'étaient ralliées à Rome, Utique et Leptis Magna, et la civilisation carthaginoise s'était répandue dans le monde berbère.
Scipion fait restituer aux Siciliens le produit des pillages de la première guerre punique. Les bibliothèques de Carthage sont détruites ou emportées, confiées aux royaumes berbères où ils furent traduits en grec. Seul le traité d'agronomie de Magon en 28 volumes fut traduit en latin sur l'ordre du Sénat, et connait un succès en Italie dans la seconde moitié du IIe siècle av. J.-C..
Utique devient la capitale de la province d'Afrique, l'ager publicus avant partage comportait 55 000 km2 et fut partagé entre vainqueurs ou exploité contre redevances. Scipion fit creuser la fossa regia, nouvelle frontière pour la nouvelle entité territoriale de 25 000 km2 et partit recueillir le triomphe à Rome. Le territoire est cadastré soigneusement et administré par un magistrat de titre de proconsul à partir de Sylla, cette administration figeant la progression numide.
La ville à proprement parler fait l'objet d'une tentative de colonisation au temps des Gracches en 123-122 pour répondre à la misère d'une couche de la population romaine et qui échoue, mais le processus sera surtout le fait des Julio-Claudiens, César en 46 et Auguste en 29,.

### Conséquences pour Rome
Rome est à la croisée des chemins avant la dernière des guerres puniques et cet événement est un tournant dans l'impérialisme.
Les conséquences de la guerre, avec le développement des grandes exploitations agricoles et la ruine de la petite paysannerie, annoncent la crise de la République et la naissance de la guerre de profit.

## Guerres puniques dans les mythes, exemples de la Bretagne et de l'imaginaire nazi
Affrontement abondamment relaté par les sources antiques, les guerres puniques ont jusqu'à nos jours inspiré les écrivains, les érudits et les historiens.

### Mythe d'une survie de Carthage en Bretagne
Dans le courant du XIXe siècle, des érudits bretons et d'autres théoriciens de l'origine phénicienne des peuples bretons émirent l'hypothèse d'une présence carthaginoise en Armorique. En effet, selon Pierre Georgelin, des rescapés de la troisième guerre punique se seraient réfugiés en Armorique, dans les colonies carthaginoises les plus septentrionales, et auraient constitué le peuple des Vénètes, disparu des sources à la fin du Ier millénaire av. J.-C. Selon eux, la guerre des Gaules serait la IVe guerre punique, ces colonies carthaginoises de Bretagne ayant reconstitué la puissance de leur métropole,.

### Guerres puniques dans l'imaginaire nazi
Comme l'a affirmé Hitler dans Mein Kampf (1924), l'histoire du monde est dans l'idéologie nazie déterminée par une lutte des races. L'opposition entre Rome et Carthage était prétendue être une opposition entre deux Weltanschauungen, l'une nordique, idéaliste, agraire, l'autre sémitique, matérialiste, commerçante.
Encouragé par Hitler, Alfred Rosenberg fut un des premiers auteurs nazis à proposer une analyse des guerres puniques : les populations romaines, nordiques, devaient affronter pour la première fois les populations asiatiques, sémitiques,. Le discours de Caton l'Ancien prenait un sens raciste, Rosenberg déplorant le fait que les Romains n'aient pas profité de leurs succès pour « détruire tous les repaires syriens, asiatiques, judéosémitiques ». Ces derniers auraient alors pris leur « revanche raciale » avec la conquête du trône impérial romain par la dynastie des Sévères.
Durant la Seconde Guerre mondiale, les propagandistes allemands exploitèrent souvent le souvenir des guerres puniques. Staline fut présenté comme un nouvel Hannibal. En 1943 parut un ouvrage collectif, Rome et Carthage, rédigé par des antiquisants allemands dirigés par Joseph Vogt, définissant les guerres puniques comme un « combat racial saturé de haine » entre la République romaine et la cité maritime de Carthage, « foncièrement sémitique »,.
Pour galvaniser des unités déçues par les défaites de l'été 1944, Goebbels rappelait les défaites essuyées par Rome, durant la seconde guerre punique, qui n'avaient pas empêché la victoire. De même, les défaites allemandes n'empêcheraient pas la victoire finale du Reich.
Au cours des premiers mois de 1945, Hitler, se voyant un nouveau Cunctator, attendant les conditions favorables pour écraser ses adversaires dans une gigantesque bataille d'encerclement,,, mentionna abondamment à ses proches l'exemple de la Deuxième Guerre punique,.
Le 1er, puis le 8 et le 15 avril 1945, l'hebdomadaire Das Reich revint longuement sur la question. Dans son éditorial hebdomadaire, Goebbels évoqua encore longuement la deuxième guerre punique. L'historien Walter Frank proposa un article de vulgarisation sur l'attitude du Sénat romain durant cette même guerre, et sur la panique qui saisit Rome à l'annonce du passage des Alpes par Hannibal, expliquant la victoire romaine par le courage des Romains. Le journal du NSDAP exploita également le thème, de manière moins savante et plus explicite dans ses éditions de la mi-avril 1945.